# Blumenthal (Bremen)
Blumenthal (niederdeutsch Blomendal) ist ein Stadtteil von Bremen innerhalb des Stadtbezirks Nord.

## Geographie und Ortsteile

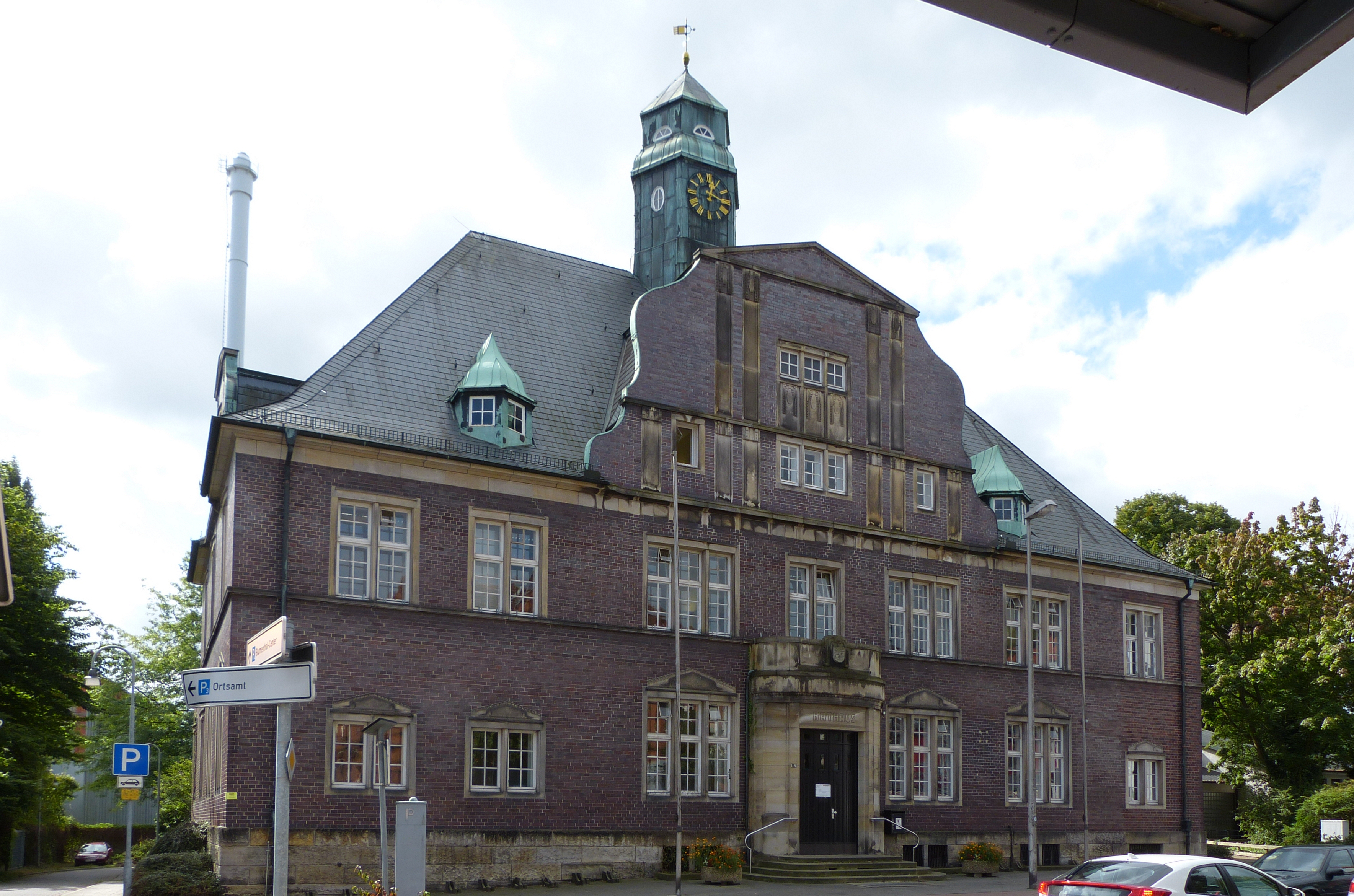
Rathaus von 1910

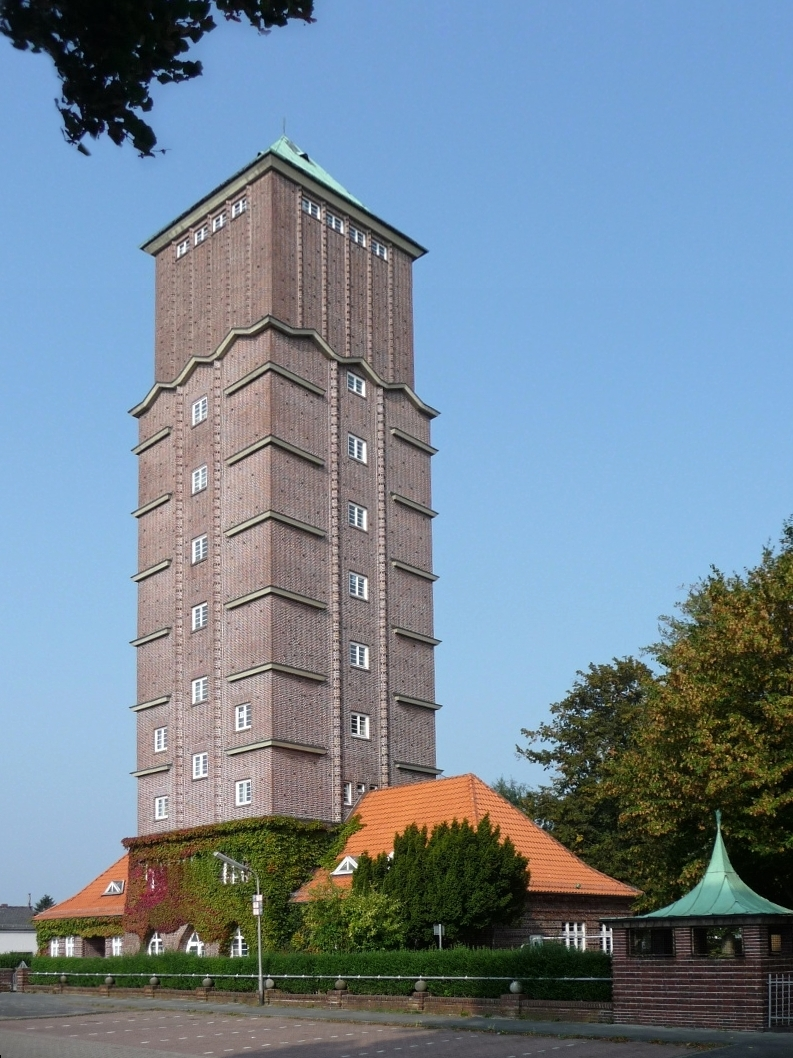
Wasserturm Blumenthal

Blumenthal ist Bremens nördlichster Stadtteil im äußersten Nordwesten der Stadt an der Weser. Er grenzt im Südosten an den Stadtteil Vegesack, im Norden an die niedersächsische Gemeinde Schwanewede und im Westen die Gemeinde Berne.
Zum Stadtteil Blumenthal gehören die Ortsteile Blumenthal, Lüssum-Bockhorn, Rönnebeck, Farge und Rekum.
Der Stadtteil ist rund 8,5 km lang und 1,5 bis 4 km breit.

### Blumenthal
Fläche: 4,05 km², 10.643 Einwohner (2.628 Einwohner je km²)
Geschichte, Sehenswürdigkeiten und öffentliche Einrichtungen
Angaben für den Ortsteil Blumenthal stehen auf dieser Seite bei den Kapiteln Geschichte, Kultur und Sehenswürdigkeiten und Öffentliche Einrichtungen des Stadtteils Blumenthal.

### Rekum

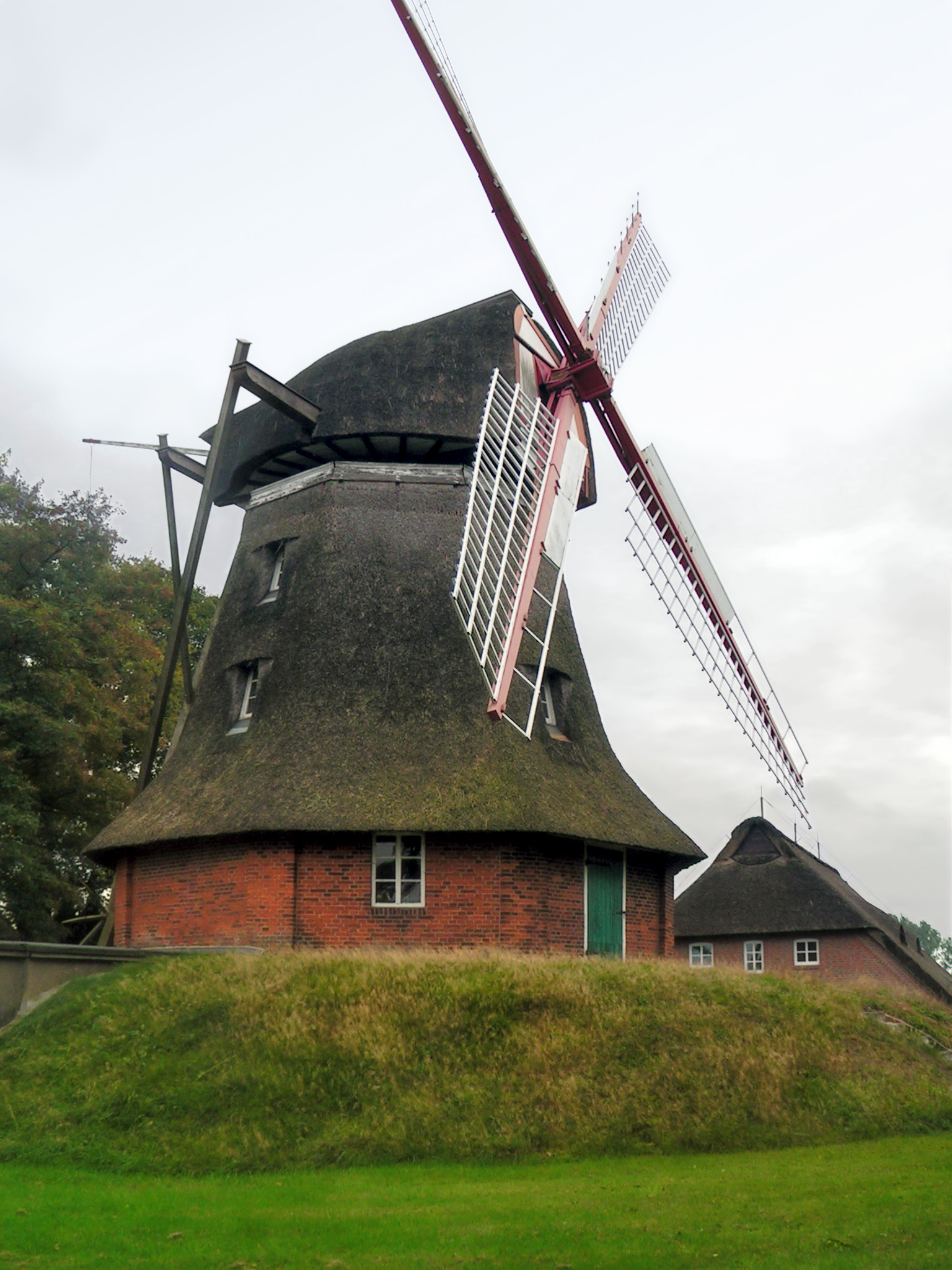
Rekumer Mühle

Fläche: 5,59 km², 2.300 Einwohner (411 Einwohner je km²)
Rekum ist Bremens nördlichster Ortsteil. Hier befindet sich der U-Boot-Bunker Valentin. Rekum ist durch die Rekumer Geest im Osten, die relativ steil zum Marschland an der Weser abfällt, landschaftlich geprägt. Die Straßennamen Reeker Barg und Unterm Berg bezeichnen diese Struktur. Die Besiedlung orientiert sich am Geestrand in Nord-Süd-Richtung. Die Marschflächen südlich vom Bunker Valentin tragen Busch- und Baumbestand. Nördlich davon befindet sich landwirtschaftlich genutztes Grünland. Große Flächen auf der Geest werden für den Ackerbau genutzt. Die sogenannte Ölumschlaganlage Farge liegt an der Weser im Süden Rekums. Sie ist über Pipelines mit dem Tanklager Farge (siehe Abschnitt Wirtschaft) verbunden.

#### Chronik
Rekum wurde schon im 12. Jahrhundert erwähnt. Es war Sitz einer Ministerialenfamilie. Der Erzbischof Gebhard II. ließ hier (bei Rekum / bei Farge) 1220 auf einem Hügel an der Weser die Witteborg errichten, die nur wenige Jahre bestand. Um 1400 gab es eine Mühle am Weserübergang.
Rekum gehörte zum Kirchspiel Neuenkirchen, ab 1604 zum Kirchspiel Blomendal. 1956 wurde die Evangelisch-reformierte Kirche in Rekum errichtet. Bis 1980 gehörte die Rekumer Gemeinde zur gemeinsamen Kirchengemeinde Neuenkirchen-Rekum, seither ist die ev.-ref. Gemeinde in Rekum eine selbständige Kirchengemeinde. Sie gehört nach wie vor zur Evangelisch-reformierten Kirche mit Sitz in Leer und ist damit die einzige evangelische Gemeinde in Bremen, die nicht der Bremischen Evangelischen Kirche (BEK) angehört.
In Rekum waren von 1943 bis 1945 Zwangsarbeiter für den Bau des Bunkers Valentin und des Marine-Tanklagers in der Schwaneweder und Neuenkirchener Heide in einem Arbeitserziehungslager der Gestapo, dem Konzentrationslager Farge und Kriegsgefangenenlagern untergebracht.
Rekum war ursprünglich eine Gemeinde im Landkreis Blumenthal und wurde am 1. August 1923 in die Nachbargemeinde Farge eingemeindet.  Rekum und Farge sind seit 1957 getrennte Ortsteile von Blumenthal.

### Farge

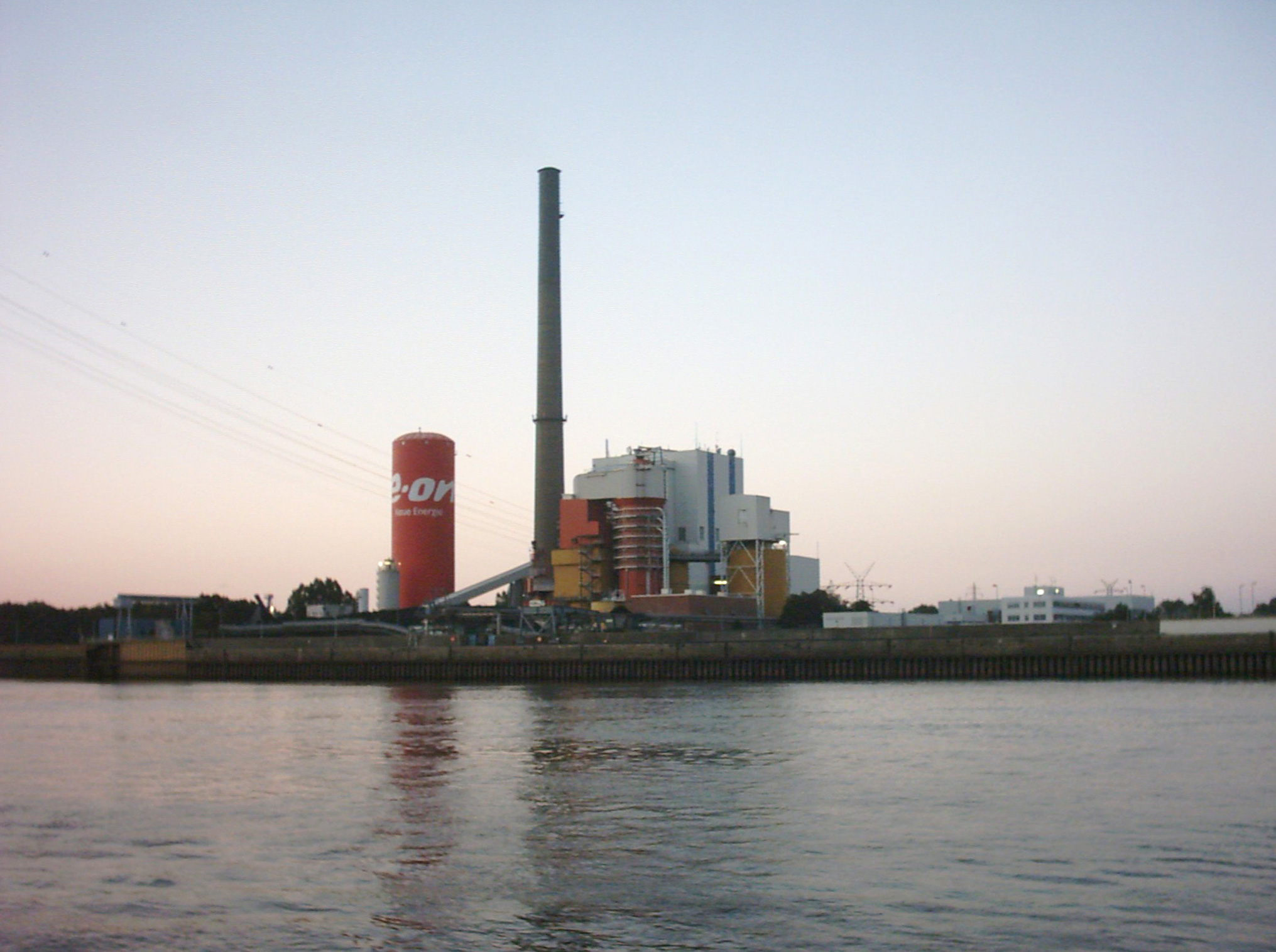
Kraftwerk Farge

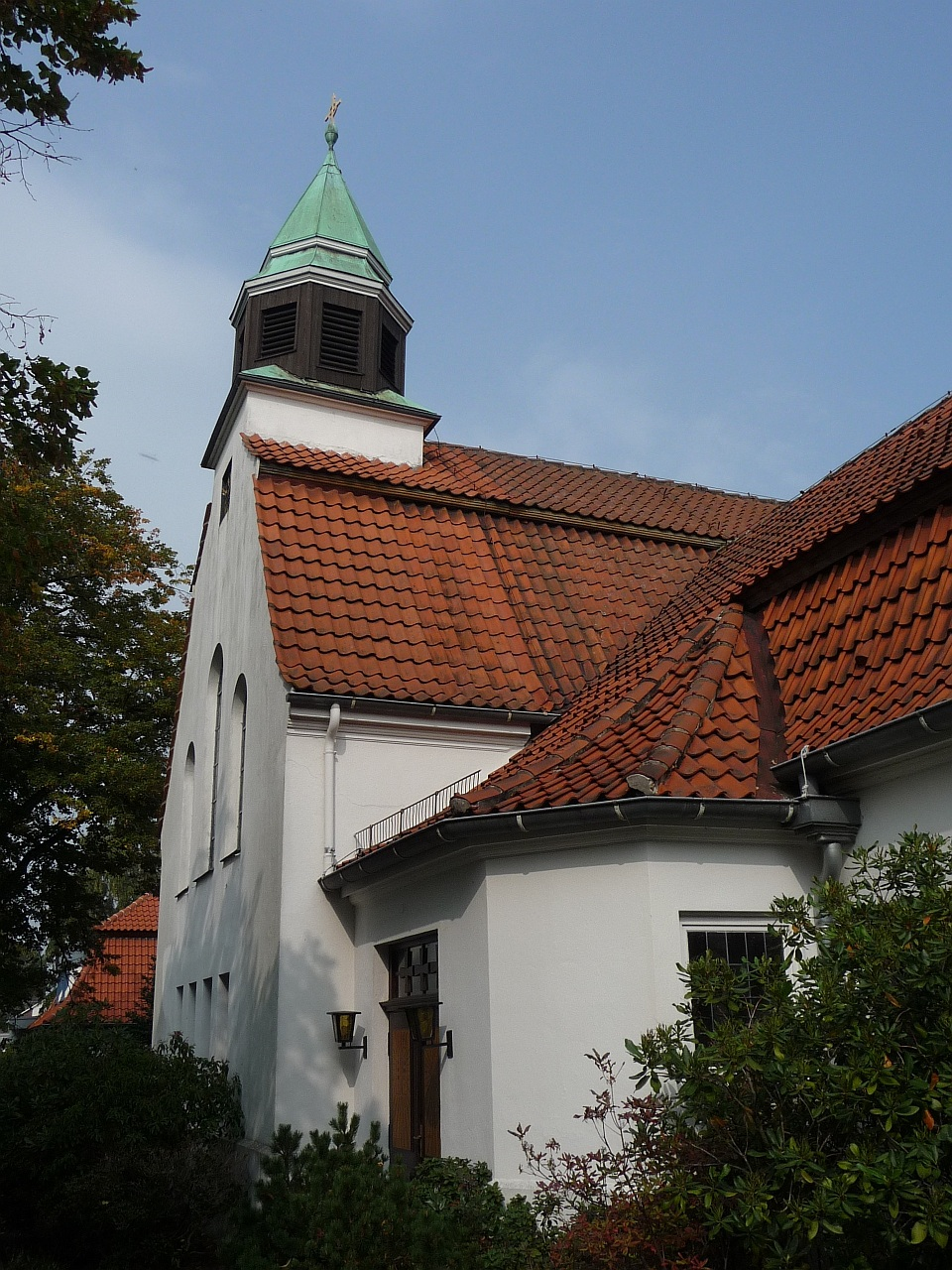
Kirche Rönnebeck-Farge

Fläche: 5,46 km², 2.959 Einwohner (542 Einwohner je km²)
Der Ortsteil ist neben Wohnbebauung durch Infrastrukturanlagen (Tanklager, Kraftwerk Farge, Klärwerk) sowie Industrie und Gewerbe geprägt (siehe Abschnitt Wirtschaft).

#### Chronik
Seit Mitte des 19. Jahrhunderts ist Farge ein bedeutender Industriestandort. 1853 wurde die Steingutfabrik Witteburg gegründet. 1867 entstand deshalb der Farger Consumverein, der bis 1944 bestand. 1877 wurde an der Rekumer Straße eine Schule gebaut, die um 1925 sechs Klassen hatte (heute Grundschule). 1902 entstand die Freiwillige Feuerwehr, die sich seit 1924 zur Freiwilligen Feuerwehr Farge-Rekum zusammenschloss und sich 1929 wieder neu gründete. Farge war von 1911 bis 1931 (Personenverkehr) bzw. 1938 (Güterverkehr) Umsteige- und Umschlagbahnhof zwischen der Bahnstrecke Bremen-Farge–Bremen-Vegesack (Farge-Vegesacker Eisenbahn) und der Niederweserbahn, der Kleinbahnstrecke nach Wulsdorf. Das WiFo-Tanklager wurde 1935 bis 1943 gebaut.
Farge gehörte zum Amt Blomenthal und war dann eine Gemeinde im Landkreis Blumenthal, der 1932 im Landkreis Osterholz aufging. Rekum und Farge wurden 1923 zusammengelegt. Beide Orte sind seit 1957 getrennte Ortsteile von Blumenthal.
Die evangelisch-reformierte Kirche Rönnebeck-Farge wurde 1904/05 nach Plänen der Architekten August Abbehusen und Otto Blendermann gebaut.

#### Einwohnerentwicklung
- 1821: 188 Einwohner
- 1905: 1004 Einwohner
- 1925: 2788 Einwohner
- 2014: 2820 Einwohner

### Lüssum-Bockhorn
Fläche: 5,08 km², 12.843 Einwohner (2.528 Einwohner je km²)
Lüssum und Bockhorn waren ursprünglich zwei Gemeinden im Kreis Blumenthal. Die Gemeinde Lüssum wurde 1907 und die Gemeinde Bockhorn wurde 1908 in die Gemeinde Blumenthal eingegliedert.
Lüssum-Bockhorn ist ein Wohngebiet. In Bockhorn befindet sich zudem ein Teil des Golfplatzes „Bremer Schweiz“.
Die Kirchgemeinde der Johann-Heinrich-Wichern-Kirche in Lüssum-Bockhorn entstand 1961 nach Abtrennung von der lutherischen Kirchgemeinde Blumenthal. 1959 wurde die Kirche Am Himmelskamp geweiht. Die Kirchgemeinde Lüssum entstand 1977 als Abspaltung, das Gemeindehaus am Neuenkirchner Weg wurde bereits 1973 eingeweiht.
Die Schule am Pürschweg entstand 1951 mit Erweiterungen von 1957 und 1961. Sie war ursprünglich eine Grund- und Hauptschule und ist heute nur noch eine Grundschule. Mittelstufenzentren sind das SZ Lehmhorster Straße (diese Schule gibt es seit 1963) und das SZ „Sandwehen“. Für die Oberstufe gibt es das SZ an der Eggestedter Straße (1970 als Gymnasium Blumenthal errichtet).
Seit 1904 gibt es den Bürgerverein Lüßum e. V.
Die Lüssumer Heide hat eine Bevölkerung mit einem hohen Anteil Migrationshintergrund und wird deshalb seit den 1990er Jahren als sogenanntes WiN-Gebiet (Wohnen in Nachbarschaft) gefördert. Das Haus der Zukunft e. V. an der Lüssumer Heide 6 ist in einem von den Architekten Helmut Rabien und Ulrich Helpertz geplanten Gebäude untergebracht, das 1998 den BDA-Preis (Bund Deutscher Architekten) erhielt.

#### Einwohnerentwicklung
- 1821: 214 Einwohner
- 1858: 384 Einwohner
- 1905: 3.721 Einwohner
- 1995: 14.128 Einwohner

### Rönnebeck

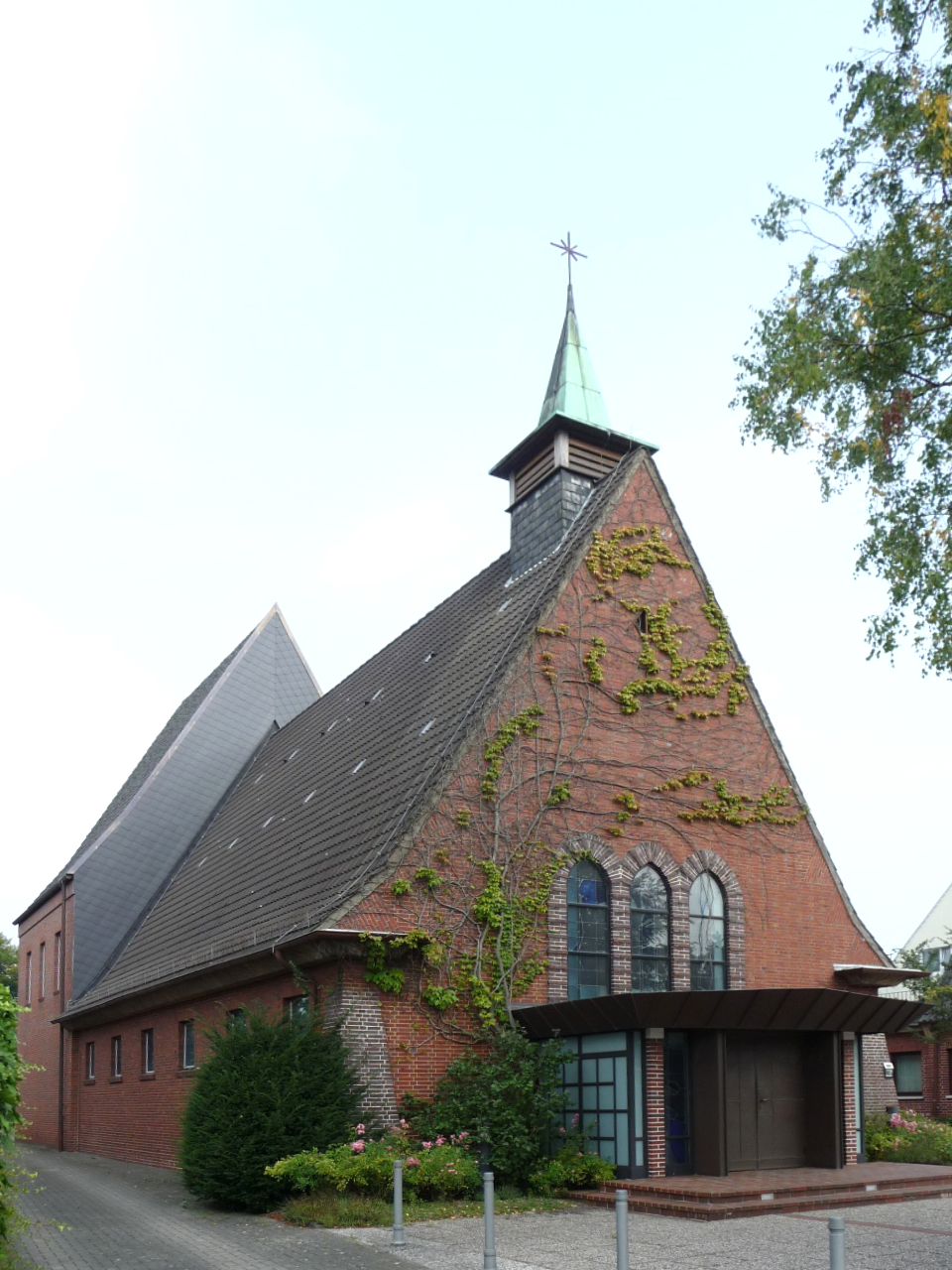
Ehemalige Christ-Koenig-Kirche in Rönnebeck

Fläche: 2,43 km², 4.760 Einwohner (1.959 Einwohner je km²)

#### Chronik
Rönnebeck entstand auf dem Gebiet von Lüssum. Es war lange Zeit ein Teil des Amtes Blomendal bzw. seit 1885 eine Gemeinde des Landkreises Blumenthal. Es gehörte zum Bistum Bremen und dann von 1648 bis 1714 zum schwedisch regierten Herzogtum Bremen, danach bis 1866 zum Kurfürstentum Braunschweig-Lüneburg bzw. zum Königreich Hannover und bis 1939 zur preußischen Provinz Hannover. Zum 1. November 1939 wurde Rönnebeck bremisch und ist seit 1946 ein Ortsteil des Bremer Stadtteils Blumenthal.
Rönnebeck gehörte zum Kirchspiel Lüssum und ab 1905 zur neugebildeten Kirchengemeinde Rönnebeck-Farge.

#### Einwohnerentwicklung
- 1813: 480 Einwohner
- 1885: 694 Einwohner
- 1905: 1.690 Einwohner
- 1975: 4.671 Einwohner
- 1995: 4.705 Einwohner

## Geschichte

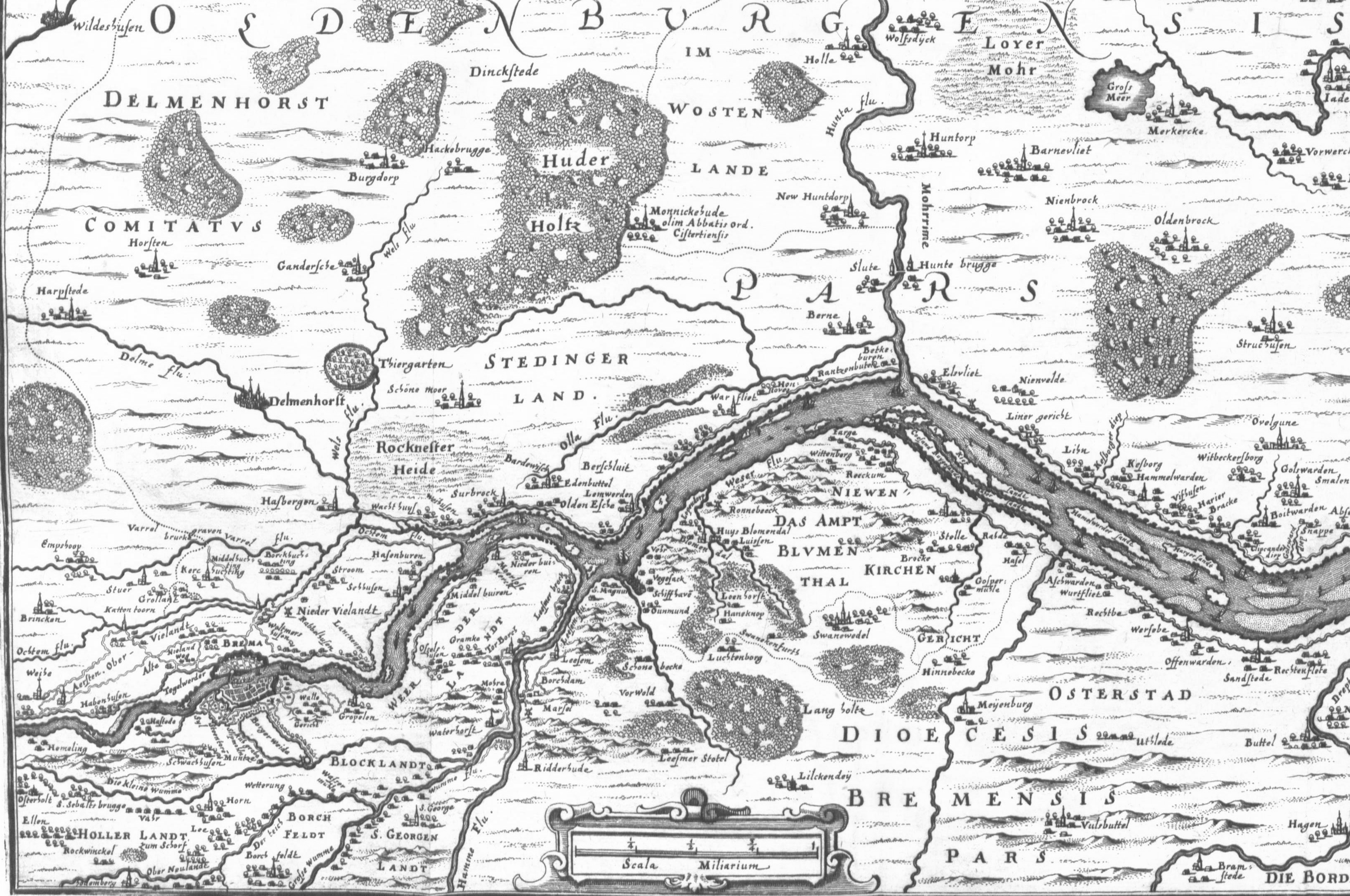
Das Amt Blumenthal im 17. Jahrhundert

### Namen
- Blumenthal bedeutet Tal der Blumen in dem Auetal. Es hieß 1305 Blomendal, 1380 Blomendale, 1450 Blomendall und 1638 Blomenthall.
- Bockhorn hieß 1032 Borchhorn und 1302 Bochorne. Borch kann als Burg gedeutet werden. Horn(e) stammt von dem niederdeutschen Begriff für Spitze oder Sporn.
- Lüssum hieß 1492 Lusen dann Lüszen und 1542 Lussen. Die Deutung des Namens aus der urkundlichen Bezeichnung villa Liusci ist nicht gewährleistet.
- Rekum hieß um 1300 Reken(e) und 1405 Reeken.

### Lüßum und Haus Blomendal

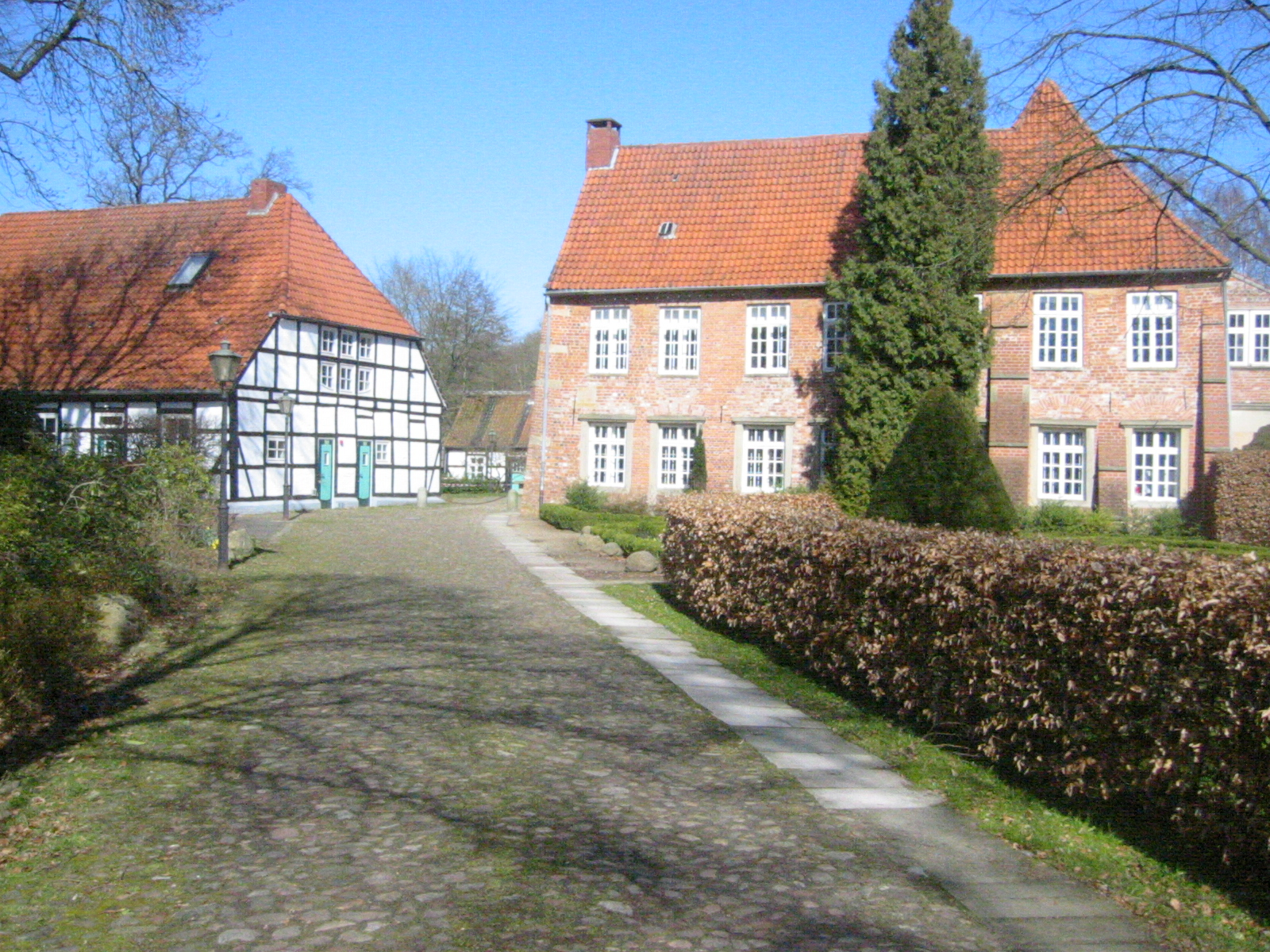
Haus Blomendal

Die älteste historische Siedlung im heutigen Stadtteil Blumenthal war das Dorf Lüssum. Unsicher ist die Deutung, dass nach einer angeblich gefälschten Urkunde der villa Liusci 832 Ludwig dem Frommen die Fischereirechte an der Weser bestätigt haben soll. Die erste gesicherte Erwähnung von Lüssen als Lussen erfolgte 1492.
Die ursprüngliche Besiedlung folgte der Weser am hohen Geestrücken. Schiffbauer, Kahnschiffer und Fischer siedelten an der Weser.
Im 13. Jahrhundert bauten die Ritter von Oumünde die erste Burg Blomendal auf dem Burgberg oberhalb des Auetals. 1305 war die erste urkundliche Erwähnung von Blomendal, als auf Grund des Friedensdiktats des Bremer Erzbischofs Giselbert mit den Rittern die Burg wieder abgerissen werden musste. 1354 wurde das zweite Haus Blomendal als Wasserburg von den Rittern von Oumünde und Steding erbaut.
Der zur ersten Burg gehörende Sattelhof wurde als „Vorborch tho Blomendale“ bereits 1304 erwähnt.
Haus Blomendal war von 1866 bis 1932 Sitz des preußischen Landratsamtes. Im Zweiten Weltkrieg diente es als Kriegsgefangenenlager und danach für Flüchtlingswohnungen. Ab 1972 wurde darin der Blumenthaler Heimatverein untergebracht.
1907 erfolgte auf Betreiben der Gemeinde und des Gemeindevorstehers Lüder Bömermann der Anschluss von Lüssum an Blumenthal.

### Bremer Landbesitz

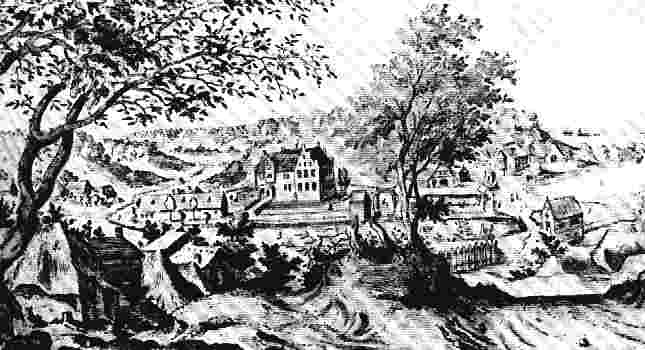
Blumenthal um 1600

Der Bremer Rat kaufte 1436 für 1400 Rheinische Gulden von den Rittern von Borch die Burg Blomendal mit der Vogtei und dem Gericht Blomendal, die danach zu einem Verwaltungsamt wurde und als Ruhesitz der Bremer Bürgermeister diente. 1469 erwarb Bremen das nördlich angrenzende Gericht Neuenkirchen und schlug es dem Amt Blomendal zu.
Die Reformation der Blumenthaler Kirchengemeinde erfolgte 1522. Von der alten Dorfkirche ist nur der Turm von 1604 erhalten geblieben. Um 1600 wurde Haus Blomendal Sitz von zwei Amtmännern, welche die Verwaltung und die Gerichtsbarkeit ausübten.

### Schweden, Dänemark, Frankreich und Preußen
Nach dem Ersten Bremisch-Schwedischen Krieg kam Blumenthal 1654 zum neu geschaffenen Herzogtum Bremen unter schwedischer landesrechtlicher Oberhoheit. Einige Gerichts- und Verwaltungsrechte verblieben jedoch bei Bremen.
1712 gelangte Blumenthal kurzzeitig an Dänemark. Es wurde 1715 als Teil des Herzogtums Bremen an das Kurfürstentum Braunschweig-Lüneburg verkauft, das später als das Kurfürstentum Hannover bezeichnet wurde. 1741 verlor Bremen die noch vorhandenen Verwaltungsrechte über das Amt Blumenthal.
Von 1806 bis 1813 stand die Region unter französischer Herrschaft. Zur Mairie Blumenthal gehörten noch Lobbendorf, Lüssum, Rönnebeck, Farge, Flethe, Hammersbeck und Rekum. Von 1811 bis 1814 war die Region Teil des Kantons Vegesack im französischen Département des Bouches-du-Weser.
1814 wurde durch den Wiener Kongress aus dem Kurfürstentum das Königreich Hannover.

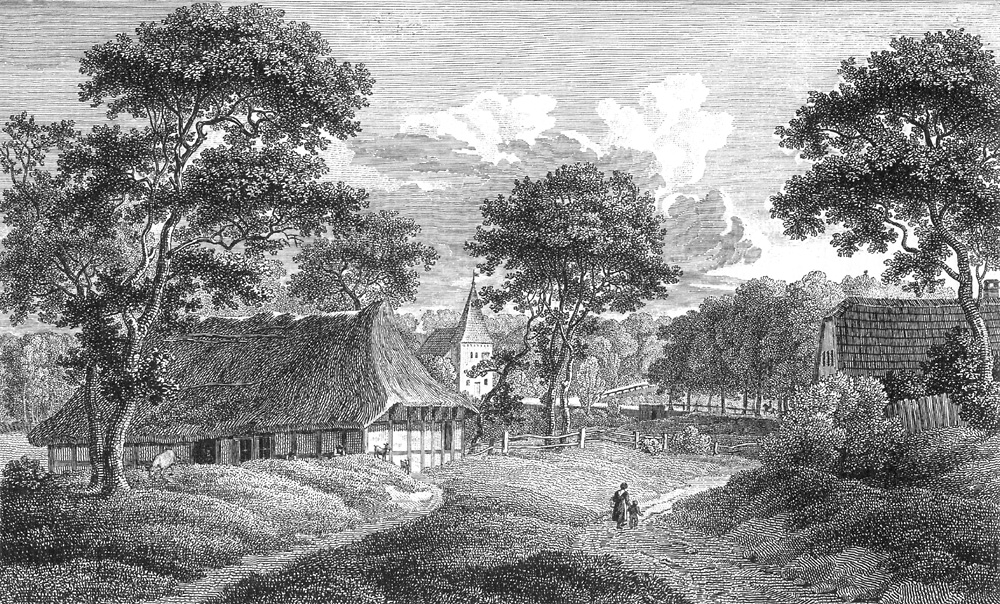
Blumenthal 1818/1819

1821 gehörten zum Amt Blumenthal das Kirchspiel Blumenthal mit den Dörfern Bockhorn, Farge, Fähr, Hammersbeck, Lüssum, Rönnebeck und Schwankenforth und das Kirchspiel Lesum mit den Dörfern Aumund, Beckedorf, Hünertshagen, Lobbendorf und Löhnhorst.
1862 wurde das Dorf Flethe nach Blumenthal eingemeindet.
1866 annektierte Preußen das Königreich Hannover und damit auch Blumenthal, das Sitz eines preußischen Landkreises wurde. Die Mitgliedschaft im Deutschen Zollverein begünstigte die wirtschaftliche Entwicklung Blumenthals. Die Bremer Woll-Kämmerei wurde wegen der günstigen und direkten Anlieferung von Rohwolle 1884 gegründet. Sie hatte 1898 rund 2.300 Beschäftigte.
1878, 1890 und wieder 1975 erfolgte die Gründung einer Freiwilligen Feuerwehr mit den Feuerwehren von Blumenthal, Lüssum, Neurönnebeck und Rönnebeck. Von 1939 bis 1951 gab es eine Berufsfeuerwehr.
1888 wurde der Ort mit der Bahnstrecke Bremen-Farge–Bremen-Vegesack an das Bahnnetz angeschlossen.
Die Werft Bremer Vulkan wurde 1893 an der Grenze des Landkreises Blumenthal zu Vegesack errichtet.

### 1900 bis 1945

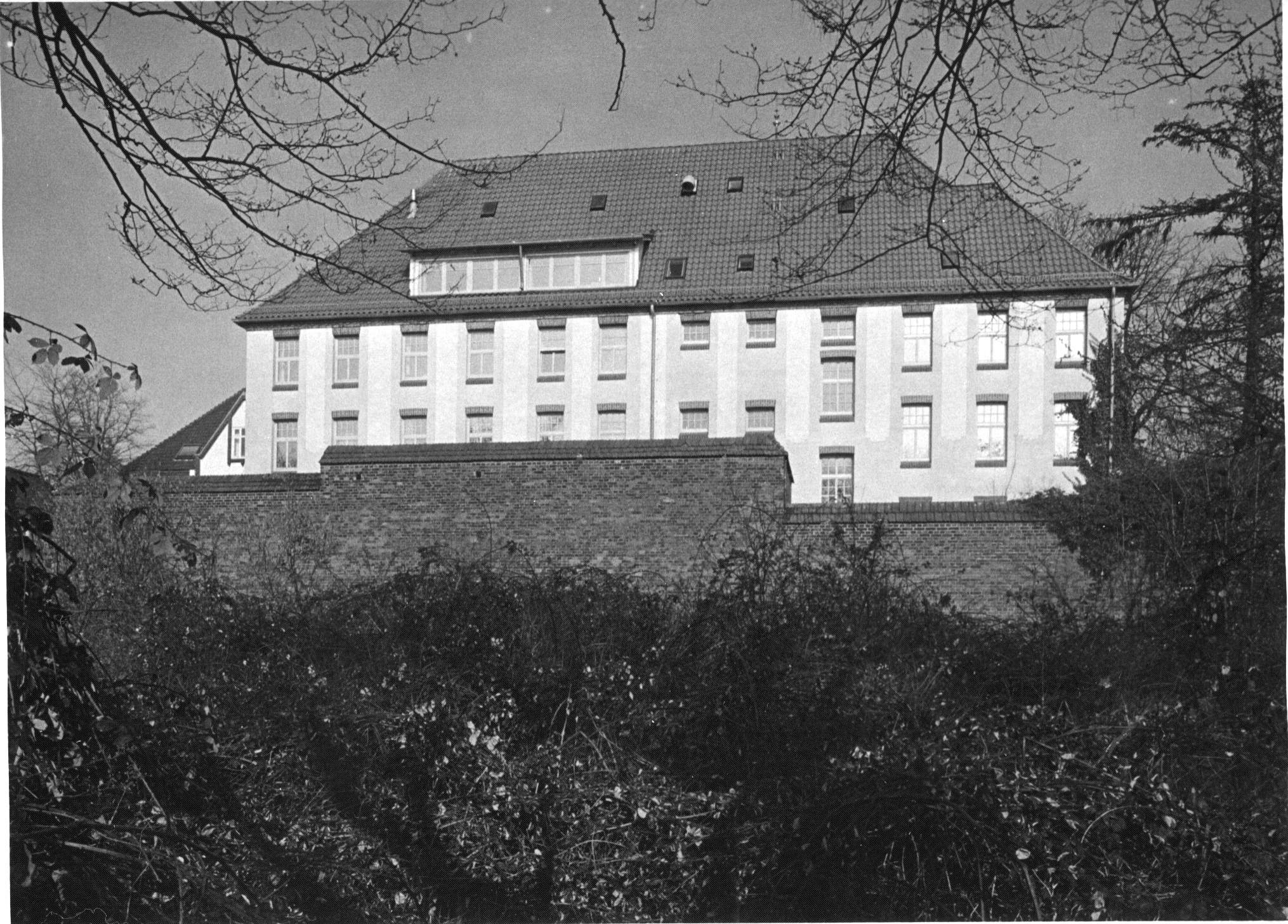
Polizei- und Gerichtsgefängnis Blumenthal

1904 erfolgte der Bau des Elektrizitätswerks und 1912 der eines Gaswerkes.
Lüssum, Rönnebeck und Bockhorn wurden 1907/08 und Neurönnebeck 1923 in die Gemeinde Blumenthal eingemeindet.
1908 fand die Einweihung des Kreiskrankenhauses Blumenthal statt, aus dem das Klinikum Bremen-Nord hervorgegangen ist.
1910 wurde das neue Rathaus eingeweiht.
Die erste Buslinie nach Vegesack wurde 1925 eingerichtet. Der Bau der Blumenthaler Abwasserkanalisation, des Wasserwerkes und des Wasserturmes erfolgten von 1925 bis 1927.
1932 wurde der Landkreis Blumenthal mit dem Landkreis Osterholz zusammengelegt, damit verlor Blumenthal den Status als Kreissitz.
Blumenthal und Farge/Rekum wechselten infolge der Vierten Verordnung über den Neuaufbau des Reichs zum 1. November 1939 zusammen mit den übrigen heute nordbremischen Gebieten nördlich der Lesum (außer der Stadt Vegesack, die bereits bremisch war) im Tausch gegen Bremerhaven die Staatszugehörigkeit vom Freistaat Preußen zur Freien Hansestadt Bremen.
1943 bis 1945 wurde der U-Boot-Bunker Valentin in Rekum gebaut. Dafür wurden Tausende Zwangsarbeiter, Kriegsgefangene und Häftlinge eingesetzt. Außenlager des Konzentrationslagers Neuengamme wurden in Neuenkirchen (benannt als KZ Farge) und auf der Bahrsplate eingerichtet.

### Entwicklung nach 1945
Nach Kriegsende erhielt Blumenthal 1946 im Zuge des Neuaufbaus der Verwaltung im Lande Bremen den Status eines Ortsamtsbereiches.
Die Bremer Woll-Kämmerei (BWK) war in den 1950er Jahren mit bis zu 5.000 Mitarbeitern in Blumenthal ein Großbetrieb. Die nahe gelegene Mühlenstraße entwickelte sich zu einer sehr belebten Einkaufsstraße mit vielen Gaststätten. Nachdem die BWK ihren Betrieb am Standort Blumenthal seit den 1980er Jahren stark umstellte und reduzierte und 2009 endgültig geschlossen hatte, verlor auch die Mühlenstraße zunehmend ihre besondere Bedeutung.
Der Personenverkehr auf der Bahnstrecke von Vegesack nach Farge über Blumenthal wurde 1961 für fast ein halbes Jahrhundert eingestellt.
Ab 1967 entstand das Gymnasium und dann Schulzentrum Blumenthal an der Eggestedter Straße.
Die Werftenkrise von 1975 führte zu Kurzarbeit und ersten Entlassungen bei der Werft Bremer Vulkan.
Der Konkurs des Bremer Vulkan von 1996/97 hatte erhebliche Auswirkungen auf den Stadtteil Blumenthal.
Mit dem Programm Wohnen in Nachbarschaften (WiN) in Lüssum sollen seit 1999 Verbesserungen ebenso erreicht werden wie mit dem Haus der Zukunft Bremen.
2002 begann der Bau eines Einkaufszentrums im Bereich des Müllerlochs.
Im Dezember 2007 wurde der Personenverkehr auf der Bahnstrecke Vegesack–Farge unter Betriebsführung der NordWestBahn wieder aufgenommen. Die Strecke wurde im Dezember 2011 in das Netz der im Dezember 2010 in Betrieb genommenen Regio-S-Bahn Bremen/Niedersachsen einbezogen.

### Einwohnerentwicklung
Um 1830 stieg die Einwohnerzahl Blumenthals erheblich, weil sich Schiffbauer und Kahnschiffer zum Transport der Waren zwischen Bremerhaven und Bremen ansiedelten.
Mit der Ansiedelung der Wollkämmerei und anderer Industriebetriebe kam es zu einer starken Bevölkerungszunahme, vor allem durch polnische Zuwanderer aus den preußischen Ostprovinzen.
Nach dem Zweiten Weltkrieg verdoppelte sich die Einwohnerzahl Blumenthals in kurzer Zeit, zunächst vor allem durch den Zuzug von Vertriebenen und Flüchtlingen aus den deutschen Ostgebieten, später auch von Gastarbeitern aus Südeuropa und der Türkei. Zur Unterbringung der Neubürger wurden neue Wohnsiedlungen, insbesondere in Lüssum, errichtet. Im letzten Vierteljahrhundert gingen zahlreiche Arbeitsplätze verloren, vor allem auf der teilweise in Blumenthal und teils im benachbarten Vegesack gelegenen Werft Bremer Vulkan, aber auch bei der Bremer Wollkämmerei. Damit verbunden sank auch die Einwohnerzahl wieder. Einwohnerzahlen in Blumenthal:
| Orts-/Stadtteil | 1821 | 1885  | 1905  | 1975   | 1995   | 2007   | 2014   | 2021   |
| --------------- | ---- | ----- | ----- | ------ | ------ | ------ | ------ | ------ |
| Blumenthal      | 282  | 1.644 |       | 10.670 | 10.103 | 9.612  | 9.552  | 10.077 |
| Rönnebeck       | 480  | 694   | 1.690 | 4.671  | 4.705  | 4.565  | 4.264  | 4.590  |
| Lüssum-Bockhorn | 214  |       | 3.721 | 15.647 | 14.128 | 12.333 | 11.782 | 12.464 |
| Farge           | 188  |       | 1.004 | 3.654  | 3.377  | 2.982  | 2.820  | 2.842  |
| Rekum           | 484  | 819   | 1.103 | 1.867  | 2.474  | 2.430  | 2.272  | 2.259  |
| Stadtteil       |      |       | 9.315 | 36.507 | 34.786 | 31.922 | 30.690 | 32.232 |

 Rönnebeck und Rekum: Angaben bei 1821 aus 1813 

## Politik und Verwaltung

### Beirat
Der Beirat Blumenthal tagt regelmäßig jeden zweiten Montag im Monat öffentlich. Der Beirat setzt sich aus den auf Stadtteilebene direkt gewählten Vertretern zusammen. Die Beiratswahlen finden alle vier Jahre statt, zeitgleich mit den Wahlen zur Bremischen Bürgerschaft. Der Beirat diskutiert über alle Belange des Stadtteils, die von öffentlichem Interesse sind, und fasst hierzu Beschlüsse, die an die Verwaltung, die Landesregierung und die Stadtbürgerschaft weitergeleitet werden. Auch interessierte Bürger können mündliche Anträge stellen. Für seine Arbeit bildet der Beirat Fachausschüsse, denen auch sachkundige Bürger angehören können.

### Ortsamt
Das Ortsamt Blumenthal (Landrat-Christians-Straße 99a) ist seit 1946 eine örtliche Verwaltungsbehörde. Es unterstützt den Beirat bei seiner politischen Arbeit. Es soll bei allen örtlichen Aufgaben, die von öffentlichem Interesse sind, mitwirken. Es wird von einem vom Beirat vorgeschlagenen und vom Senat bestätigten Ortsamtsleiter geführt. Der erste, im Jahr 1945 von der US-Militärregierung eingesetzte Amtsvorsteher war Wilhelm Ahrens (SPD). Derzeitiger Ortsamtsleiter ist seit Juni 2020 Oliver Fröhlich als Nachfolger von Jörg-Peter Nowack.

### Wappen

Das Wappen von Blumenthal

Die frühere Gemeinde Blumenthal führte ein durch die Bezirksregierung Stade der Provinz Hannover verliehenes Wappen seit den 1920er Jahren bis zu seiner Eingemeindung nach Bremen.
Blasonierung:„In Rot unter einem überstiegenen silbernen (weißen) Schildhaupt im 15-zackigen Spitzenschnitt (Kammbalken), belegt mit fünf achtspeichigen blauen Kammrädern; über gewelltem blau-silbernen (weißen) Schildfuß, ein dreimastiger silberner (weißer) Koggen mit geblähten Segeln, silbernen (weißen) Flaggen an Masten und Heck sowie silbernen (weißen) Wimpeln an Vorder- und Hauptmast.“
Die Kogge sowie der Wellenschildfuß stehen für die traditionelle Seefahrt und die Lage der Gemeinde an der Unterweser. Der Kammbalken steht für die ehemalige Wollkämmerei. Die Kammräder stehen einerseits für Blumenthal als Industriestandort und andererseits für die Ortsteile Rekum, Farge, Rönnebeck, Lüssum-Bockhorn und Blumenthal selbst.

## Kultur und Sehenswürdigkeiten

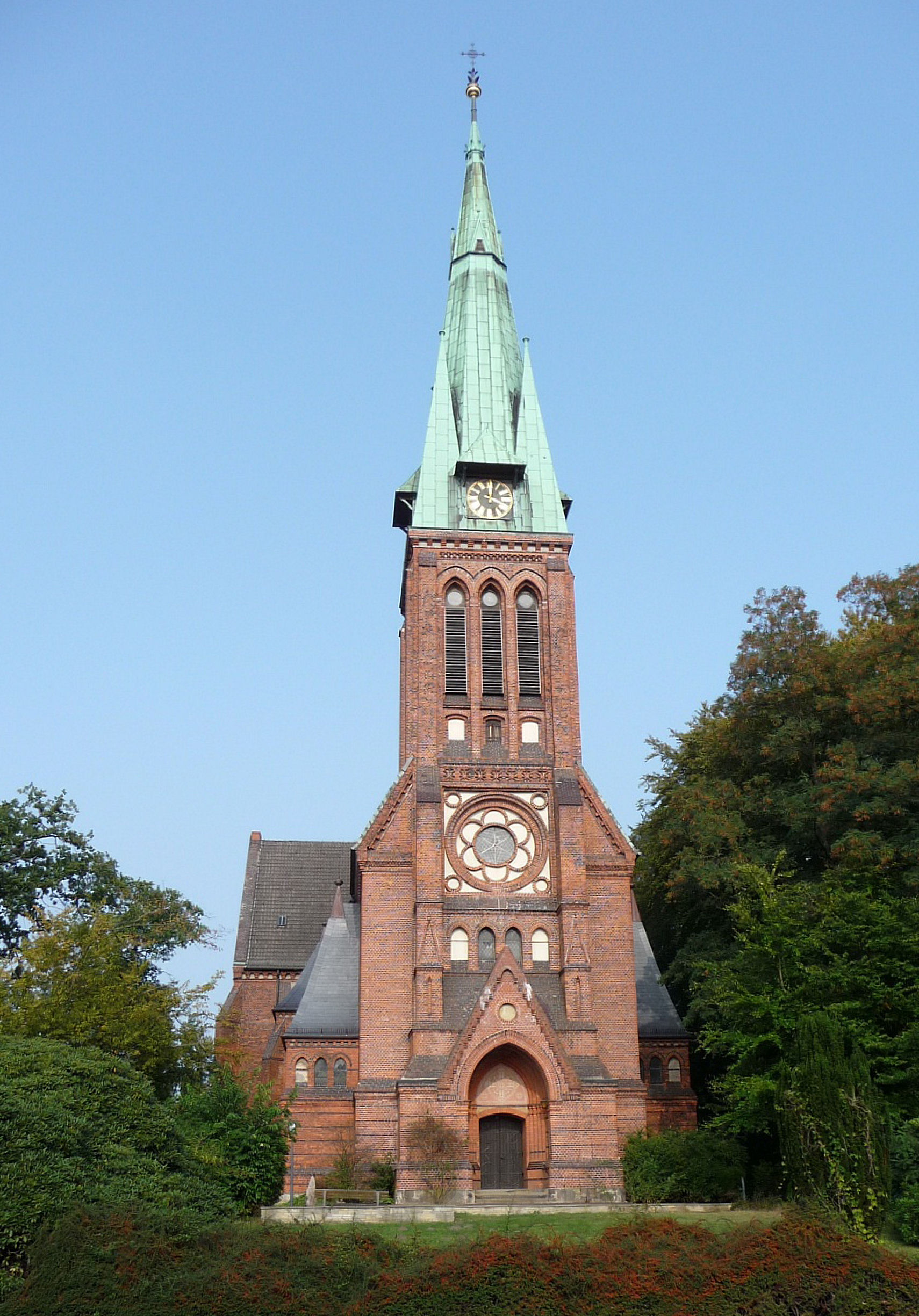
Ev.-ref. Kirche in Blumenthal

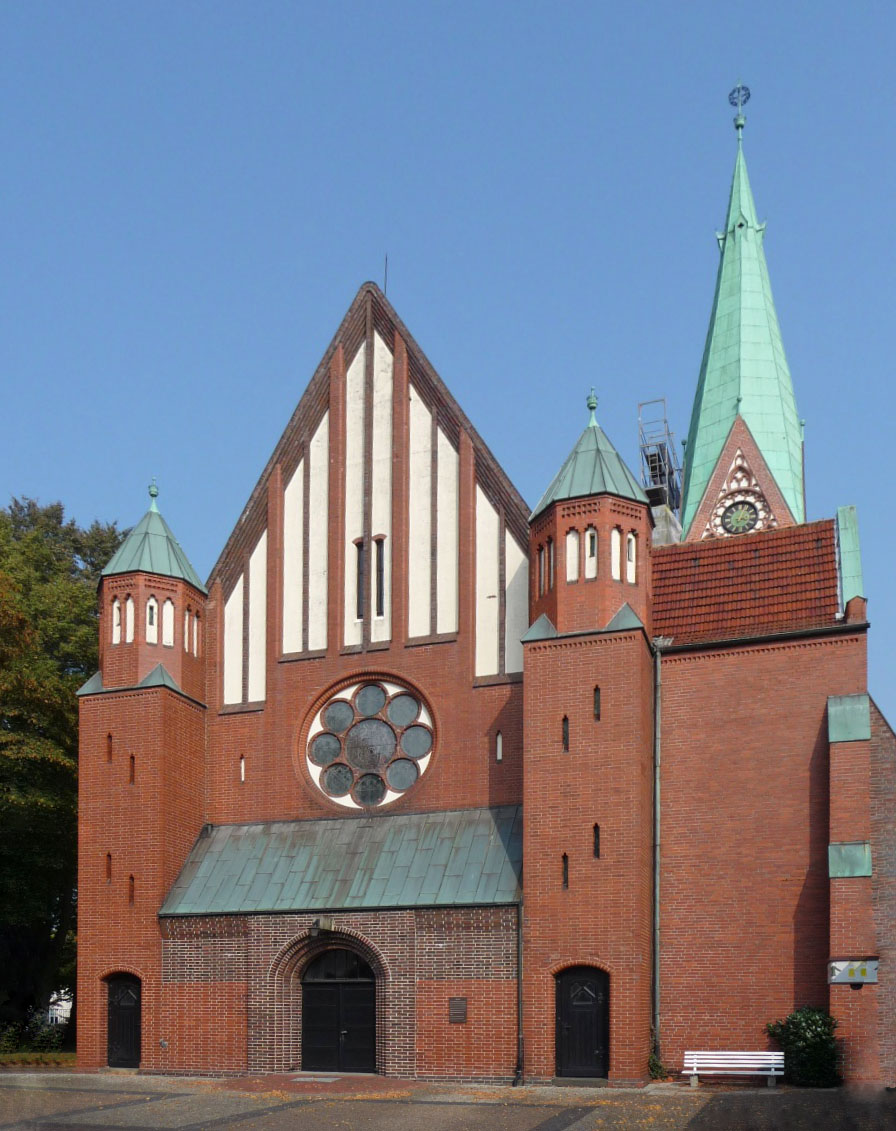
Martin-Luther-Kirche in Blumenthal

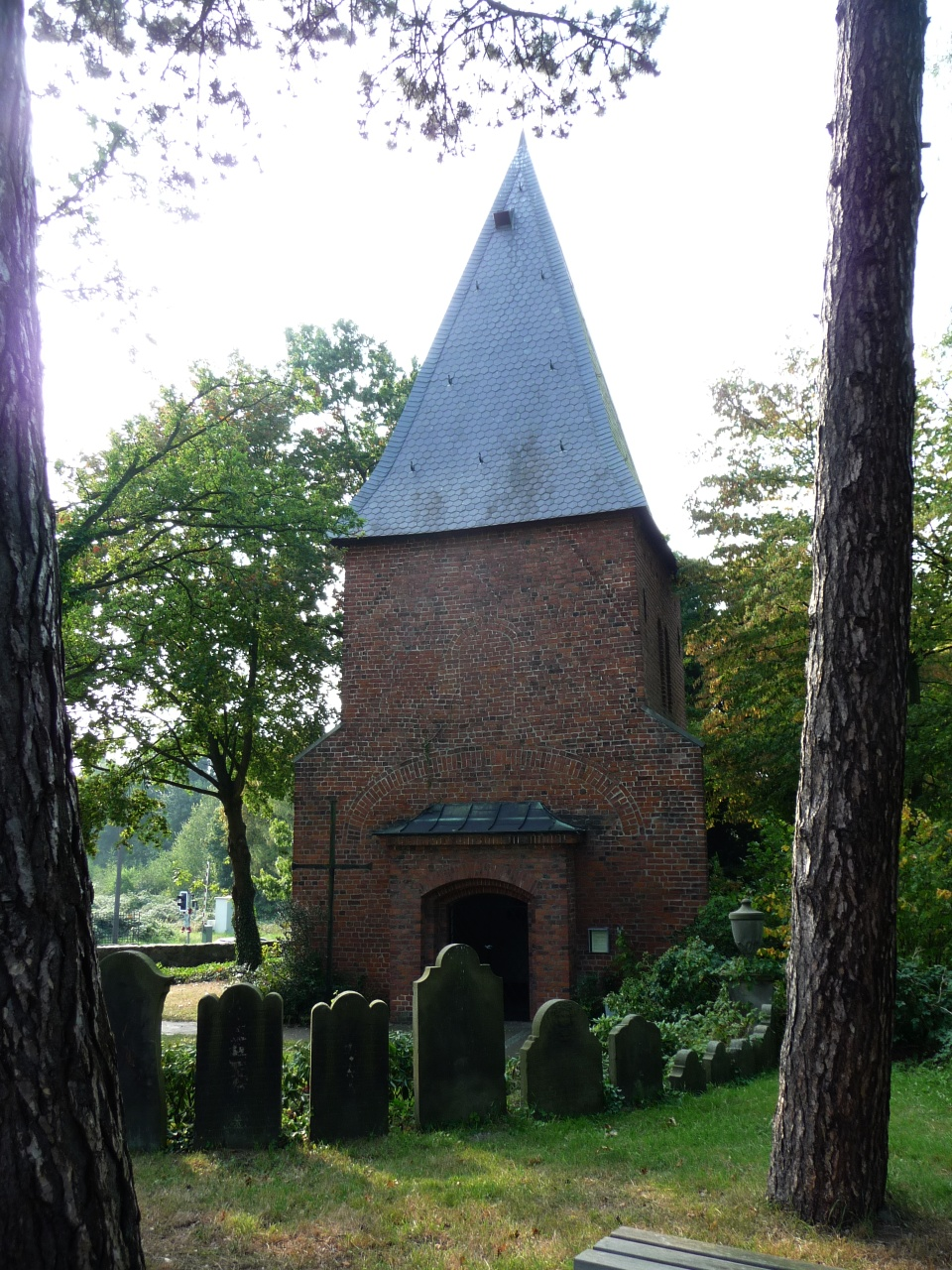
Alter Turm der ev.-ref. Kirche

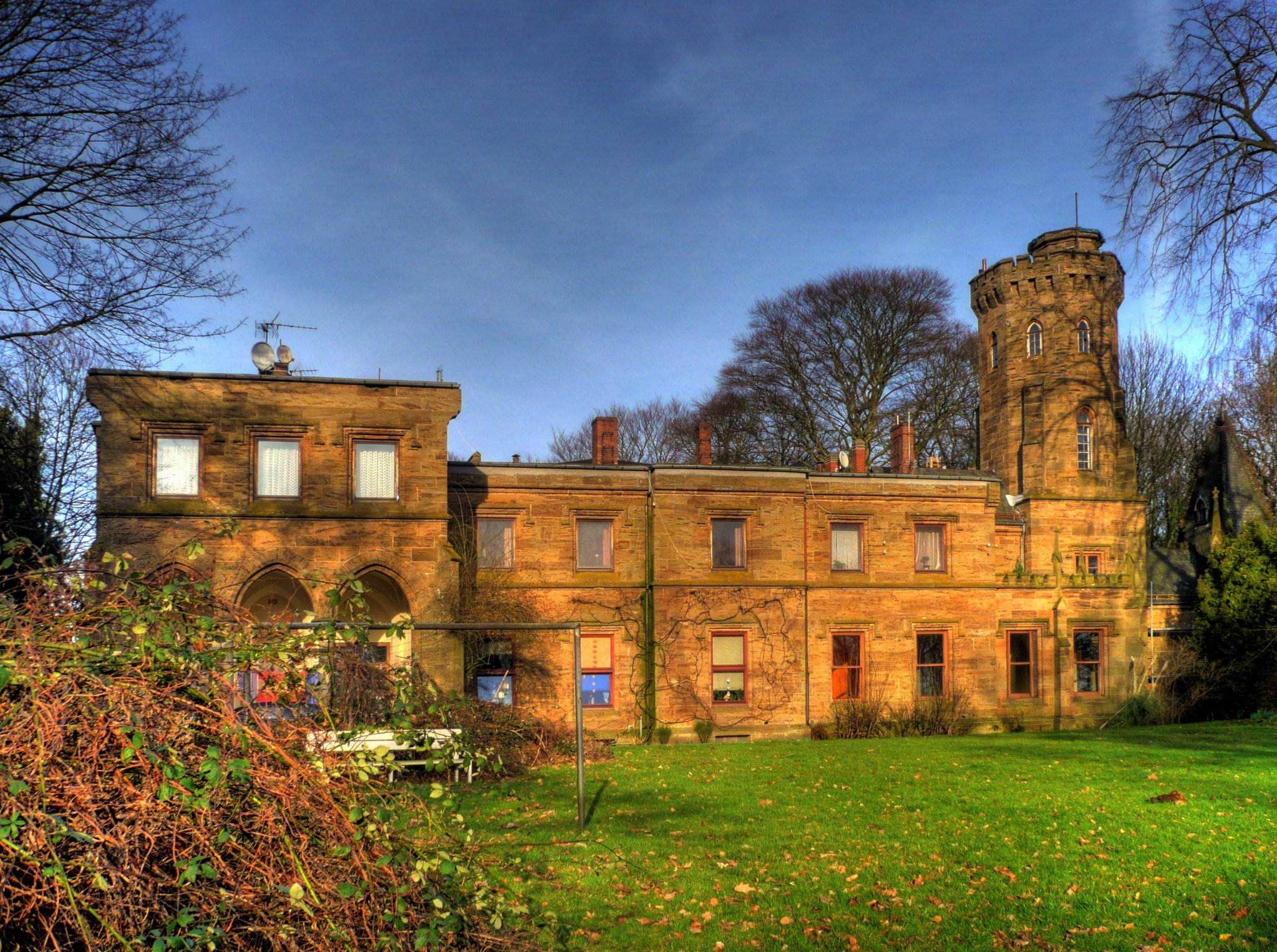
Wätjens Schloss

### Bauwerke
- Burg Blomendal, Wasserburg von 1354 ff., diverse Umbauten und Nutzungswechsel, in den 1970er Jahren saniert, wird für kulturelle Zwecke genutzt (Ausstellungen, Konzerte, Lesungen, alle zwei Jahre Burgfest); aus der Zeit der Renaissance sind Deckenmalereien erhalten
- Ev.-reformierte Kirche von 1879  mit Pfarrhaus an der Landrat-Christians-Straße, neugotischer Backsteinbau, Architekt: Johannes Vollmer,  Ersatzbau für die abgebrochene alte Blumenthaler Dorfkirche
- Turm der alten Kirche aus der Renaissance von 1604, seit 1933 auch Gefallenen-Gedenkstätte
- Ev.-lutherische Martin-Luther-Kirche von 1902,  neugotischer Backsteinbau, Architekt: Karl Mohrmann
- Katholische St.-Marien-Kirche, neugotischer Backsteinbau ab 1858 in mehreren Abschnitten errichtet
- Rathaus Blumenthal von 1910, Architekten: August Abbehusen und Otto Blendermann
- Wasserturm Blumenthal von 1928 an der Mühlenstraße, expressionistischer Backsteinbau, Architekt: Michael Fischer; die Flügelbauten werden als Kindertagesstätte genutzt
- Neugotisches Wätjens Schloss von 1858 bis 1864, Architekt: Heinrich Müller, Landsitz für den Bremer Reeder Christian Heinrich Wätjen; der gleichzeitig angelegte Landschaftspark nach Plänen von Isaak Altmann wird seit 2005 rekonstruiert.
- Uferpark Bahrsplate an der Weser mit Gedenkstätte für das hier im Zweiten Weltkrieg bestehende Außenlager des Konzentrationslagers Neuengamme.
- U-Boot-Bunker Valentin von 1942/45 in Rekum,  nach Plänen von Agatz und Bock
- Rekumer Mühle von 1873 im Ortsteil Rekum,
- Im Haus Kapitän Dallmann von ca. 1850, Kapitän-Dallmann-Straße 84, wohnte auch der Kapitäns Eduard Dallmann.
- Amtsgericht Blumenthal von 1899 an der Landrat-Christians-Straße, 1913/1914 erweitert.
- Ev. Paul-Gerhardt-Kirche von 1955 in Rönnebeck, Lichtblickstraße 7, Architekt: Ernst Becker-Sassenhof[21]
- Ev. Kirche Bockhorn von 1959, Himmelskamp 21, Architekt: Jan Noltenius[22]
- Geschwungene Wohnbebauung Rönnebecker Hafen von 1993, Architekten: Rosengart und Partner[23]

### Denkmale, Kunst
- Gedächtnistempel von 1887 zur Erinnerung an  Diedrich Heinrich Wätjen und Christian Heinrich Wätjen
- Abel mit der Mundharmonika von 1955 zur Ehrung von Manfred Hausmann
- Skulptur o.T. von 1989/1992 in der Landrat-Christians-Straße
- Am Amtsgericht Blumenthal erinnert eine Gedenktafel an die mehrere Hundert politischen Gegner des NS-Regimes, die hier 1933/34 inhaftiert wurden und dann den Weg in Zuchthäuser und Konzentrationslager antreten mussten.[24]
- Gedenktafel von 2008 für die im Gerichtsgefängnis im Dezember 1936 ermordete Margarete Göhner.[25]

### Theater
- Lüssumer Volksbühne
- Farger Theater[26]
- 1999–2005 fanden Aufführungen des Theaterstücks „Die letzten Tage der Menschheit“ im U-Boot-Bunker Valentin statt.

### Park- und Grünanlagen
- Dillener Park im Ortsteil Rönnebeck, 1 Hektar groß.
- Uferpark Bahrsplate im Ortsteil Blumenthal an der Weser gelegen, 6 Hektar groß.
- Wätjens Park liegt auf dem Geestrücken zwischen Vegesack und Blumenthal im Südosten des Ortsteils Blumenthal. Unmittelbar nördlich davon erstreckt sich der Forst Löh.
- Das etwa 35,4 Hektar große Naturschutzgebiet Eispohl, Sandwehen und Heideweiher liegt in den Ortsteilen Lüssum-Bockhorn und Farge. Ein Teil des Naturschutzgebietes ist Bestandteil des FFH-Gebietes Heide und Heideweiher auf der Rekumer Geest.
- Waldfriedhof Blumenthal von 1966

## Öffentliche Einrichtungen

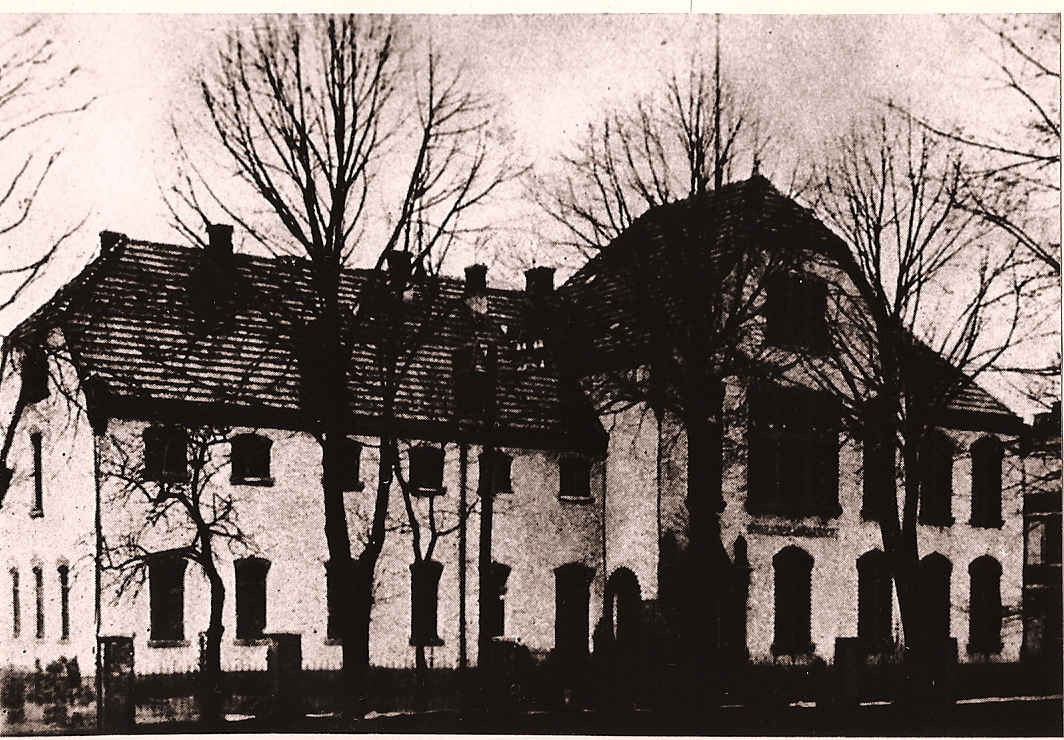
Amtsgericht Blumenthal 1899

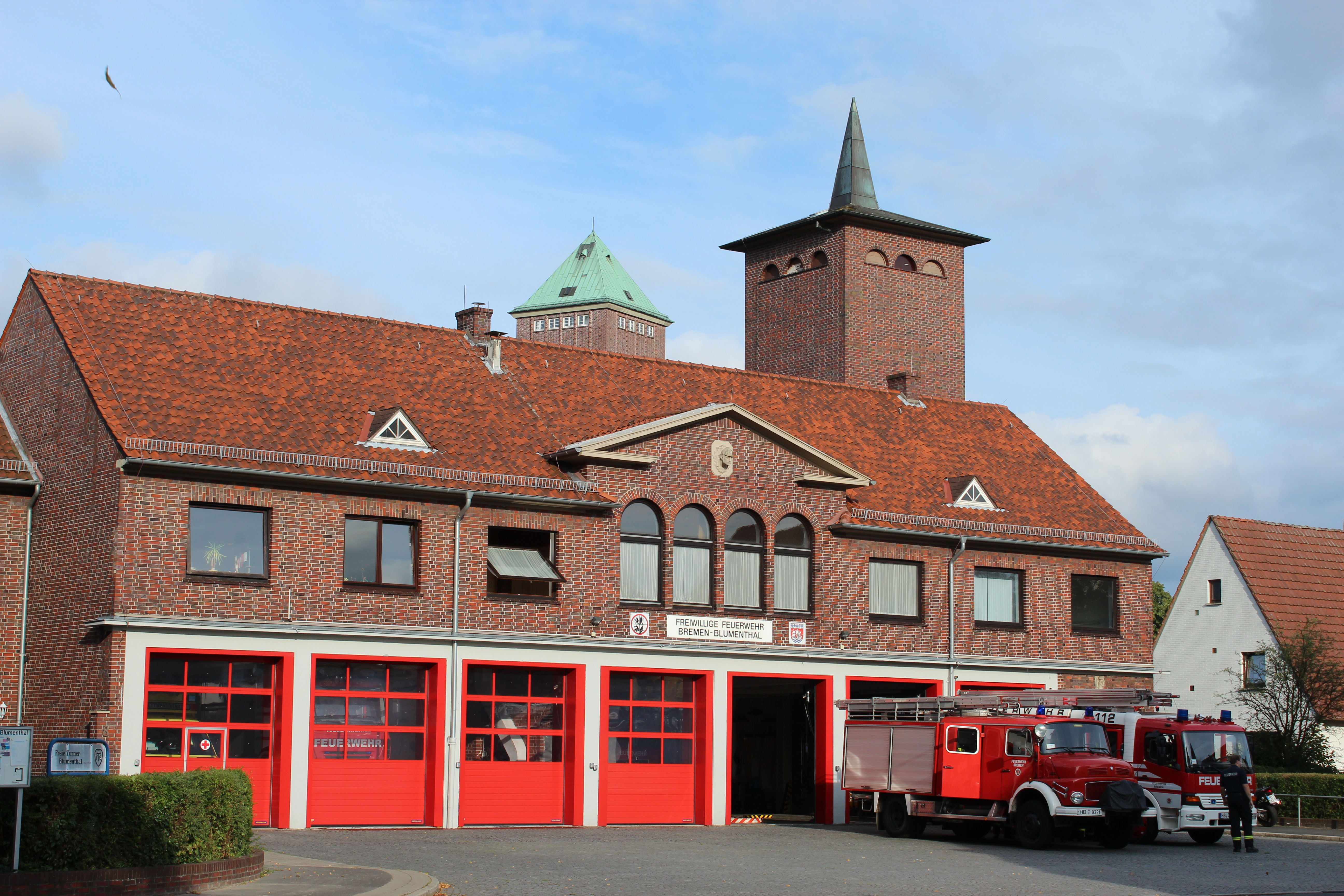
Freiwillige Feuerwehr Blumenthal

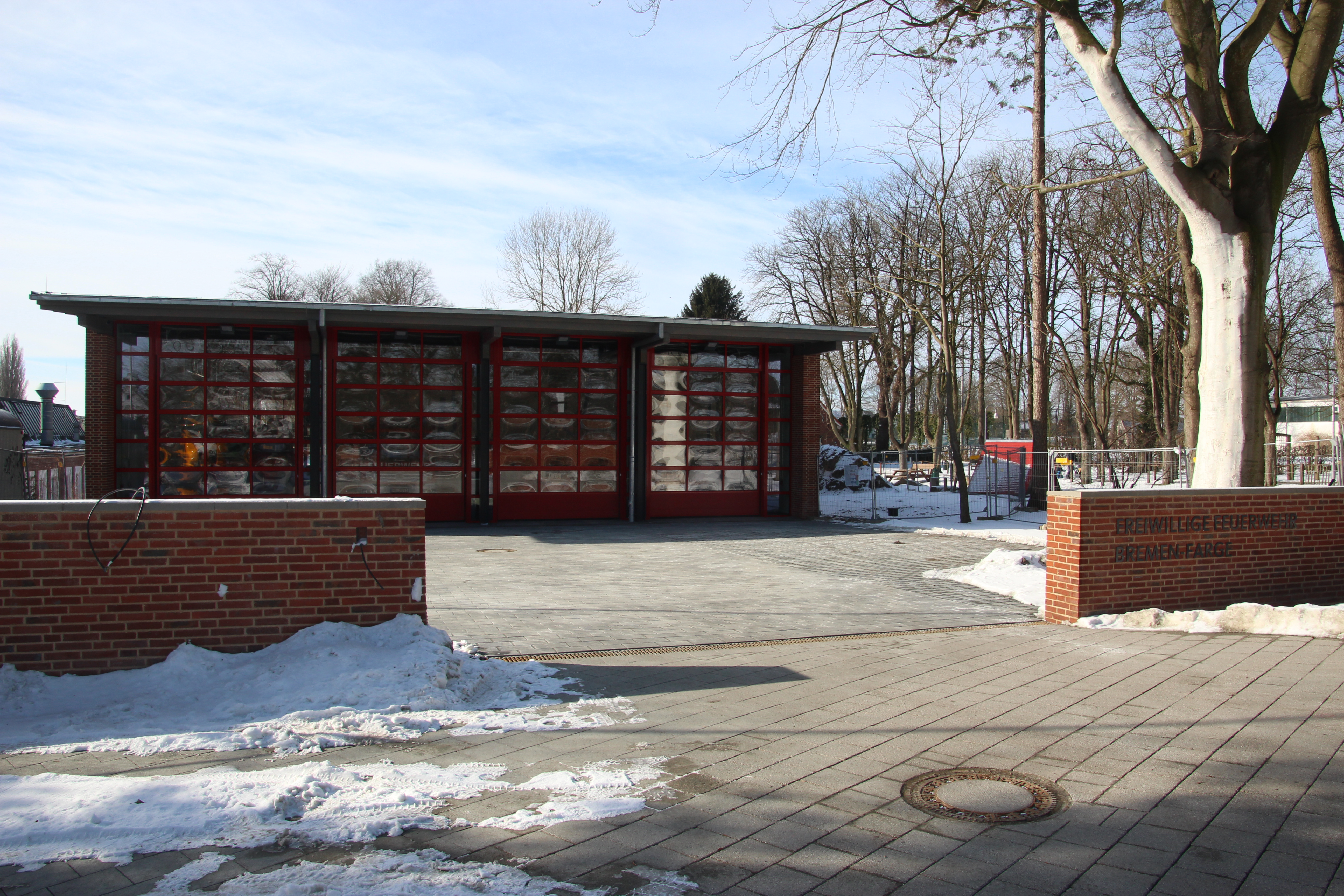
Freiwillige Feuerwehr Farge, Feuerwehrhaus von 2021

### Allgemein
- Ortsamt, Landrat-Christians-Straße 99 A[27]
- Bücherei Blumenthal von 1998 in der Mühlenstraße 70 wird von einem Förderverein betrieben.[28]
- Polizeirevier Blumenthal, Heidbleek 10 am Schillerplatz, mit den Polizeistationen Farge und Lüssum.
- Freiwillige Feuerwehr Bremen-Blumenthal, Heidbleek 8 beim Schillerplatz, wird von einem Förderverein unterstützt.
- Freiwillige Feuerwehr Bremen-Farge von 1902, ursprünglich im Gebäude Farger Straße 134 von 1940 zusammen mit dem Wifo-Tanklager; ein neues Feuerwehrhaus wurde 2021 an gleicher Stelle eröffnet
- Amtsgericht Bremen-Blumenthal von 1899, Landrat-Christians-Straße 65/69, für Stadtbezirk Nord zuständig, Grundbuchamt im Nebengebäude Haus C
- Klinikum Bremen-Nord, Hammersbecker Straße mit ca. 500 Betten und rund 1000 Mitarbeitern
- DOKU Blumenthal, Heidbleek 10, im ehemaligen Schulhaus am Schillerplatz, seit 1988  Dokumentationszentrum für Geschichte und Gegenwart sowie Haus der Begegnung

### Schulen
- Förderzentrum Reepschlägerstraße ist zuständig für sonderpädagogische Förderungen.
- Grundschule an der Wigmodistraße in Blumenthal
- Tami-Oelfken-Schule am Lüssumer Ring, Grund- und Ganztagsschule
- Grundschule am Pürschweg in Lüssum-Bockhorn
- Grundschule Farge  mit zwei Standorten in Farge und Rekum
- Grundschule Rönnebeck, Helgenstraße
- Schulzentrum an der Lehmhorster Straße, Schulzentrum der Sekundarstufe I als Ganztagsschule mit ca. 720 Schülern in Lüssum-Bockhorn
- Oberschule In den Sandwehen, Schulzentrum der Sekundarstufe I als Ganztagsschule mit ca. 770 Schülern in Lüssum-Bockhorn.
- Schulzentrum des Sekundarbereichs II Blumenthal mit den Abteilungen Gymnasium und Berufliche Schulen für Hauswirtschaft und Sozialpädagogik an der Eggestedter Straße.
- Freie Waldorfschule Bremen-Nord in der Fresenbergstraße.

### Soziales
- Haus der Zukunft (Mehrgenerationenhaus)
- Dienstleistungszentrum Bremen-Blumenthal der Paritätischen Gesellschaft für Soziale Dienste
- Begegnungsstätte Rönnebeck der Arbeiterwohlfahrt

### Sport
Anlagen
- Burgwall-Stadion
- Sportzentrum am Bockhorner Weg
- Löhplatz, Am Forst 1
- Freibad in Lüssum
- Sportanlage Turnerstraße
- Sportanlage Farge-Rekum

Vereine
- Blumenthaler Sportverein von 1919 (BSV); Burgwall 1
- DJK Germania Blumenthal von 1957 (DJK), Burgwall 1
- Blumenthaler Turnverein von 1862 (BTV), Am Forst 1
- Freie Turner Blumenthal von 1907 (FTB), Heidbleek 10
- Lüssumer Sportverein (LSV), Bockhorner Weg 10
- Neurönnebecker TV von 1880 (NTV), Turnerstraße 111
- Turn- und Sportverein Farge-Rekum von 1890 (TSV), Rekumer Straße 2
- Verein für Turn und Tanz Farge-Rekum von 2014 (VTT)
- Wassersportverein Blumenthal (WVBl), Bootshaus Blumenthal
- Golf-Club Bremer Schweiz
- Kanu-Club Rönnebeck (KCR), Taklerstr. 64
- Leichtathletik-Gemeinschaft Bremen-Nord (LG Bremen-Nord)
- Nordbremer Leichtathletikfreunde (NBL)
- Bremen Venom, ein American-Football-Verein für Frauen, spielt ab 2025 auf dem Löhplatz

### Kirchen, Religionsgemeinschaften
Kirchen

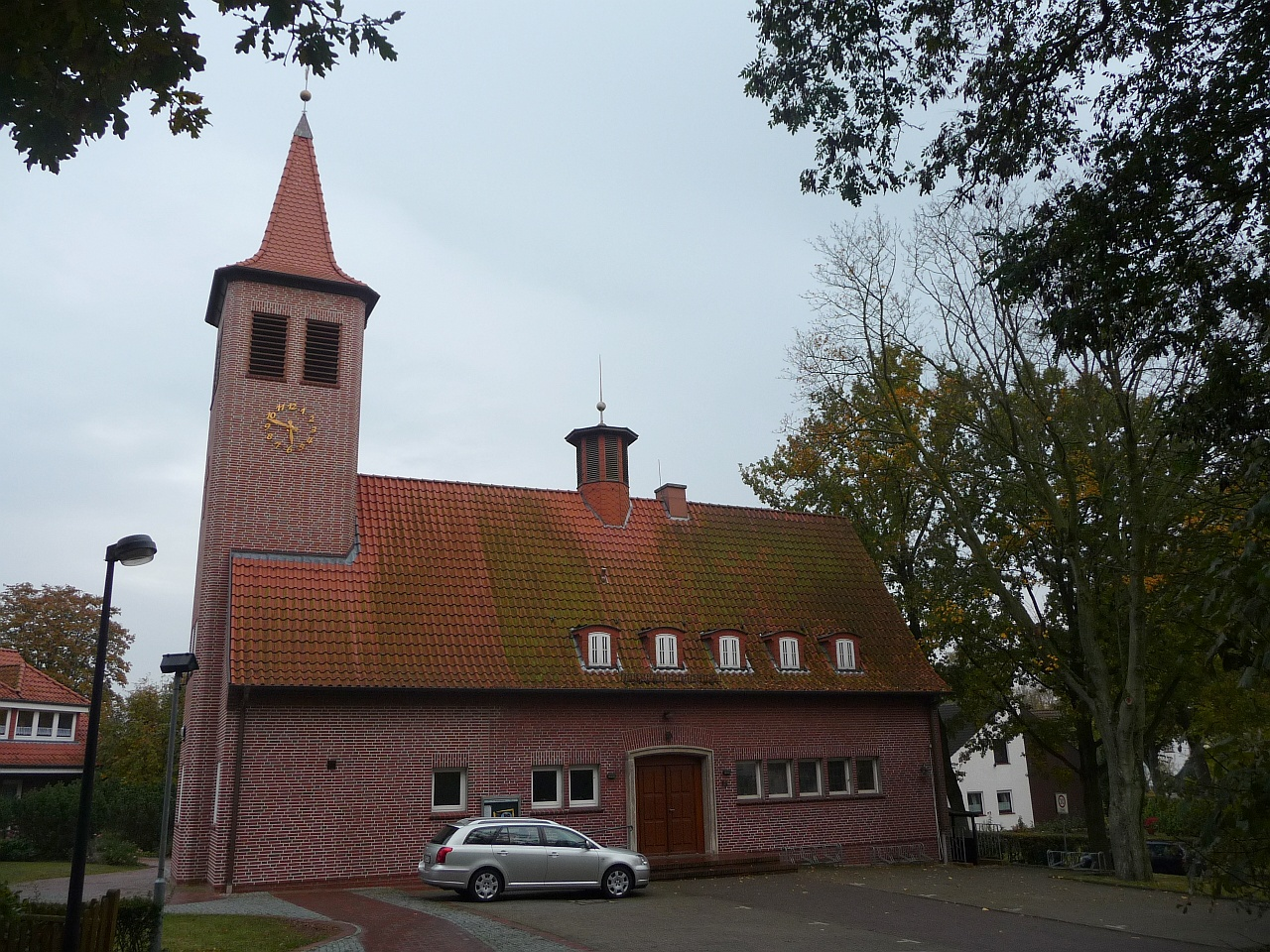
Ev.-Reformierte Kirche Rekum

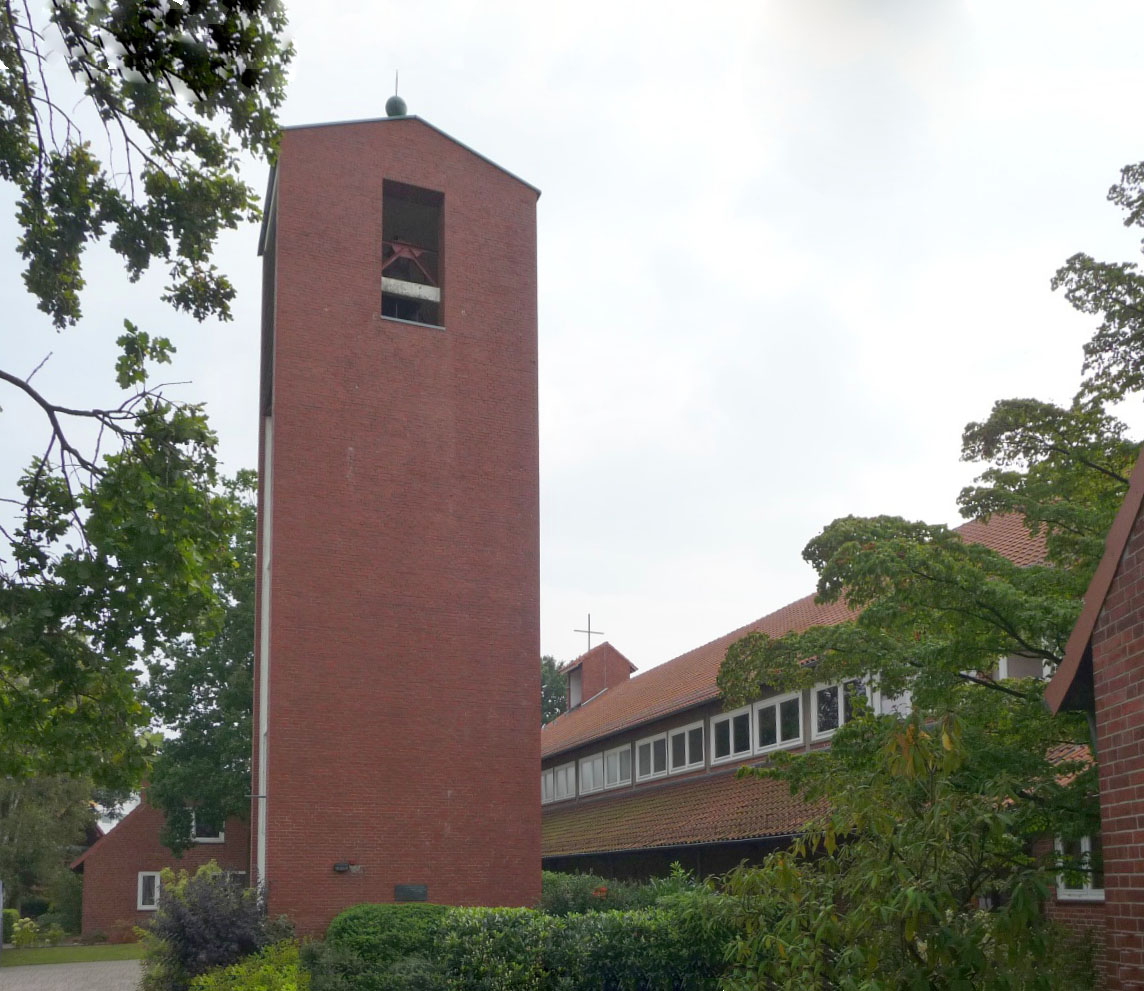
Ev.-luth. Paul-Gerhardt-Kirche

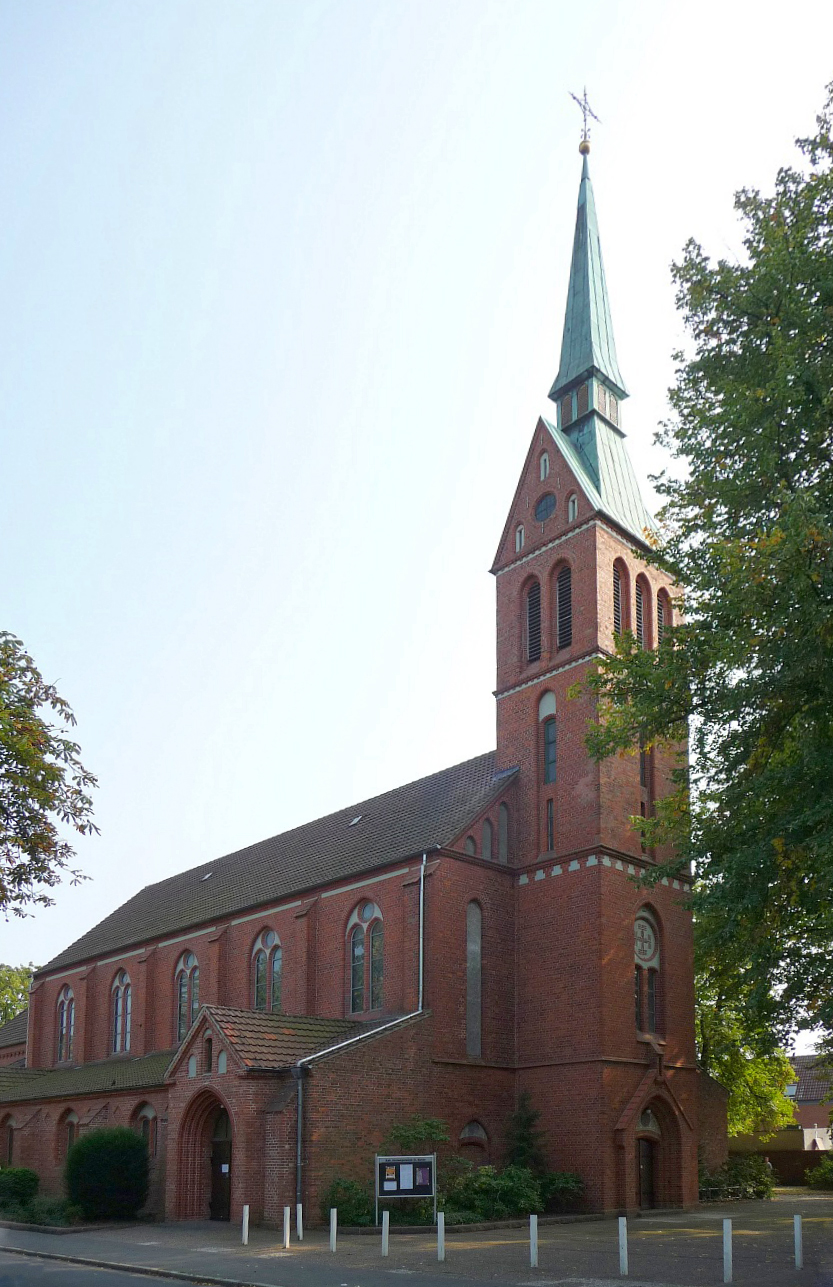
Kath. Kirche St. Marien

- Evangelische Kirchengemeinde Bremen-Blumenthal mit vier Kirchengebäuden:
  - Evangelisch-reformierte Kirche (Bremen-Blumenthal), Landrat-Christians-Str. 78, Architekt: Johannes Vollmer
  - Ev.-reformierte Kirche Rönnebeck-Farge, Farger Straße 17/21
  - Ev.-lutherische Martin-Luther-Kirche (Blumenthal), Wigmodistraße 31a, mit Hallenkirche von 1903 nach Plänen von Karl Mohrmann.
  - Ev.-lutherische Kirche Bockhorn, Himmelskamp 21, Architekt: Jan Noltenius.
- Ev.-lutherische Kirchengemeinde Lüssum mit der Kirche von 1973, Architekt: Carsten Schröck.[29]
- Ev.-lutherische Paul-Gerhardt-Gemeinde im Blumenthaler Ortsteil Rönnebeck-Farge mit der Kirche von 1955, Architekt: Ernst Becker-Sassenhof.[30]
- Evangelisch-reformierte Kirche (Bremen-Rekum)
- Katholische Pfarrei St. Marien mit Filialkirche in Rönnebeck. Eine weitere Filialkirche in Lüssum-Bockhorn wurde profaniert.[31]
- Baptistengemeinde von 1903 in Blumenthal[32]
- Freikirchen: Verschiedene Gemeinderäume

Moscheen: In Blumenthal sind zwei Moscheen.
Buddhisten: In Bockhorn besteht ein buddhistisches Meditationszentrum.

## Wirtschaft und Verkehr

### Wirtschaft
- Städtisches Klinikum Bremen-Nord an der Grenze zu Vegesack, mit ca. 488 Betten und rund 1000 Beschäftigten
- Größter industrieller Arbeitgeber ist die Maschinenfabrik ThyssenKrupp Krause GmbH – Standort Johann A. Krause in Farge mit um die 1000 Beschäftigten
- Bremer Woll-Kämmerei (BWK) bis 2009 in Blumenthal, bis zu 5000 Mitarbeiter waren in den 1950er Jahren, zwei Tochtergesellschaften betrieben eine Verdampfungs- und Verbrennungsanlage. Die erhaltenen Firmen Brewa GmbH und Heizkraftwerk Blumenthal GmbH führen die Betriebe zur Wärmegewinnung weiter.
- Kraftwerk Farge, Steinkohlekraftwerk mit einer Leistung von 345 MW, versorgte das niedersächsische Umland, am 22. Februar 2024 stillgelegt.
- TanQuid Betriebsführungsgesellschaft mbH mit Tanklager Bremen-Farge mit einer Gesamtkapazität von 319.500 m3 bis zur Stilllegung Mitte 2014 betrieben.[34][35]
- Geo. Gleistein & Sohn GmbH,  führende deutsche Tauwerkfabrik, Hauptsitz in Rönnebeck
- Spinnbau GmbH in Farge, stellt Textilmaschinen her
- Egerland Car Terminal GmbH & Co. KG an der Blumenthaler Westpier, PKW-Verladezentrum, 2008 wurden von hier aus 800.000 Fahrzeuge verschifft[36]

Ein Wochenmarkt besteht an der Landrat-Christians-Straße 144.

### Verkehr

Streckenverlauf der Bahnstrecke Bremen-Farge–Bremen-Vegesack mit der Station „Bremen-Blumenthal“

#### Bahn
Mit der Eisenbahn ist der Ortsteil seit Dezember 2007 wieder über die eingleisige Strecke Farge–Vegesack mit den Stationen Vegesack, Aumund, Klinikum Bremen-Nord/Beckedorf, Blumenthal, Mühlenstraße, Kreinsloger, Turnerstraße und Farge erreichbar. Die Strecke wurde nach Einstellung des Personenverkehrs 1961 über 46 Jahre lang nur für den Güterverkehr genutzt. Sie wird nunmehr durch die NordWestBahn mit Elektrotriebwagen im Rahmen der Regio-S-Bahn Bremen/Niedersachsen täglich im Halbstundentakt bedient. Die Züge legen die Strecke Vegesack–Farge in 18 Minuten zurück.
Teile der Marinebahn Farge–Schwanewede werden noch von der Bundeswehr und der Stadtgemeinde Bremen betrieben.

#### ÖPNV
Blumenthal wird von den Buslinien 90 bis 92, 94 bis 96 und 677 am Tag, sowie von den Nachtlinien N7 und N94 erschlossen und mit benachbarten Ortsteilen und Umlandgemeinden verbunden.

#### Straßen
Blumenthal ist über die Bundesautobahn 270 an die A 27 von Bremen nach Bremerhaven angebunden.

Die Landrat-Christians-Straße ist eine historische und bedeutsame Straße, die in Ost-West-Richtung bis zur Lindenstraße und in Richtung Vegesack parallel zur Weser führt. Die Lüssumer Straße führt von der Landrat-Christians-Straße bis zur Schwaneweder Straße nach Lüssum-Bockhorn und Schwanewede. Die Rönnebecker Straße führt teils als B 74 in Ost-West-Richtung von Blumenthal und in Rönnebeck Richtung Farge.

#### Rad- und Wanderwege
Rad- und Wanderwege führen
- an der Weser nach Rekum und Neuenkirchen,
- an der Beckedorfer Beeke nach Beckedorf und Schwanewede,
- durch Lüssum-Bockhorn am Waldfriedhof Blumenthal vorbei.

#### Wasser

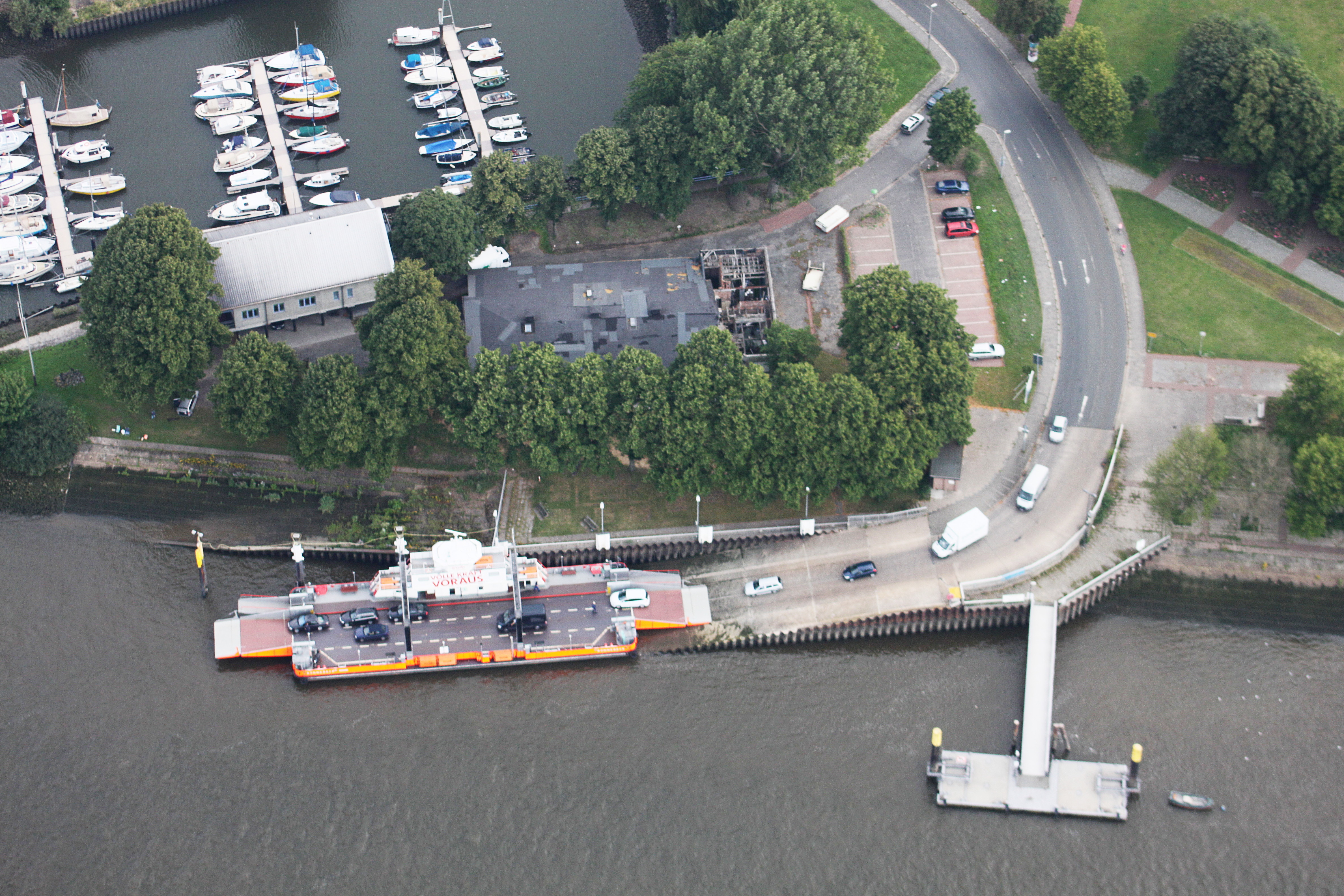
Anleger Blumenthal der Fähre Blumenthal–Motzen

- Zwischen Blumenthal und Motzen sowie Farge und Berne bestehen von Fähren Bremen–Stedingen betriebene Fährverbindungen.
- In der Sommerperiode verkehren Ausflugsschiffe der Hal över Reederei auf der Unterweser zwischen Bremen-Martinianleger und Bremerhaven-Seebäderkaje, die auch in Blumenthal und Farge anlegen.

## Persönlichkeiten

### Söhne und Töchter des Ortes
- Herbert Bellmer (1895–1950), Lehrer und Schriftsteller
- Eduard Dallmann (1830–1896), Kapitän und Expeditionsleiter
- Johannes Degener (1889–1959), Politiker (CDU), Bremer Senator und Bundestagsabgeordneter
- Hinrich Dewers (1856–1941), Unternehmer (Schiffsbedarf, Armaturen) und Gemeindevorsteher von 1889 bis 1908 in Rönnebeck (Hinrich-Dewers-Straße).
- Leo Drabent (1899–1944), Maschinenschlosser, Kommunist und Widerstandskämpfer
- Magdalene Ehlers (1923–2016), plattdeutsche Dichterin und Schriftstellerin
- Ulf Fiedler (1930–2022), Heimatkundler, Schriftsteller und Maler
- Harald Genzmer (1909–2007), Komponist
- Jan von Harten, auch Johann Nikolaus von Harten (1867 in Neurönnebeck–1926 in Lobbendorf), Pädagoge, Heimatforscher und Sammler von bremischen und niedersächsischen Sagen und Geschichten, (Jan-von-Harten-Straße)
- Albert Häusler (1899–1977), Politiker (KPD) und 1946 Senator von Bremen
- Johannes Kühne (1889–1970), Politiker (CDU)
- Bert Märkl (* 1953), Präsident der Niedersächsischen Schulinspektion
- Hansgünter Matuschak (1927–2023), Manager und Unternehmensleiter
- Tami Oelfken (1888–1957), Schriftstellerin und Reformpädagogin
- Johannes Pawlik (1923–2020), Maler, Grafiker, Autor und Kunstpädagoge
- Erik Petersen (* 1945), von 1990 bis 2009 Ortsamtsleiter in Blumenthal, von 1983 bis 1990 Bürgerschaftsabgeordneter (SPD)
- Günter Ramke (1930–1998), Bürgerschaftsabgeordneter (CDU)
- Marie Rickmeyer (1848–1919), Schriftstellerin
- Diedrich Schierholz (1846 in Farge – 1917 in Farge), Landmann und von 1884 bis 1916 Gemeindevorsteher von Farge (Diedrich-Schierholz-Straße)
- Norbert Schwontkowski (1949–2013), Maler und Hochschullehrer
- Johannes Trüper (1855–1921), Pädagoge und Mitbegründer der Heilpädagogik (Johannes-Trüper-Straße)
- Otto von Bülow (1874–1930), Kapitän zur See der Kaiserlichen Marine
- Willi Vogel (1909–1987), Maler

### Weitere Persönlichkeiten, die in Blumenthal gelebt oder gewirkt haben
Alphabetisch geordnet
- Wilhelm Ahrens, Blumenthaler Bürgermeister 1945/46
- Rainer Bensch (* 1964), Bürgerschaftsabgeordneter (CDU) von  2005 bis 2007 und seit 2010
- Paul Berthold (1855–1917), Blumenthaler Landrat
- Ludwig Christians (1875–1940), Landrat von 1920 bis 1933
- Willy Dehnkamp (1903–1985), Blumenthaler Ortsamtsleiter, Bildungssenator, Präsident des Senats
- Erhard Eylmann (1860–1926), Ethnologe und Australienforscher, ab ca. 1920 in Farge
- Anne Gebel (1919–2004), Bürgerschaftsabgeordnete (SPD) von 1971 bis 1975
- Gustav Görsmann (1873–1942), Kaplan in Blumenthal von 1898 bis 1906
- Manfred Hausmann (1898–1986), Schriftsteller
- Walter Kallweit (1921–2001), Mitglied der Bremischen Bürgerschaft (SPD)
- Fred Kunde (1912–2001), Bürgerschaftsabgeordneter (SPD) von 1963 bis 1967, Fred-Kunde-Straße
- Friedrich Karl Kürten, Blumenthaler Bürgermeister von 1907 bis 1933; er sorgte für den Aufbau vieler kommunaler Einrichtungen und Straßen.
- Heinz Lilienthal (1927–2006), Glasmaler und Designkünstler
- Karl Lüneburg (1927–2014), Mitglied der Bremischen Bürgerschaft (SPD) und Ortsamtsleiter (1975–1990)
- Bruno Müller (1883–1960), 1918/19 Ko-Vorsitzender des Arbeiter- und Soldatenrates
- Fritz Müller (um 1814–verschollen 1861), Schiffskapitän und Marinemaler in Bremen und den USA.
- Hans Neumann (1908–1944), Tischler, Kommunist und Widerstandskämpfer
- Enno Nottelmann (* 1976), politischer Beamter
- Willi Vogel (Maler) (1909–1987), Maler der 2. Worpsweder Generation, Impressionist[38], Träger des Bundesverdienstkreuzes am Bande[39]
- Alma Rogge (1894–1969), plattdeutsche Dichterin und Schriftstellerin
- Sven Schellenberg (* 1967), Politiker (BD, BiW), Mitglied des Beirats von Blumenthal
- Heinrich Steffens (1870–1934), Steingutdreher und Geschäftsmann, der sich im Gemeinderat von Farge verdient gemacht hat; deshalb Heinrich-Steffens-Straße
- Joseph Trentmann (1901–1964), Pädagoge und Politiker (CDU), Mitglied der Bremischen Bürgerschaft, Mittelschullehrer und Schulleiter an der Mittelschule an der Wigmodistraße
- Ernst Uhl (1932–2022), evangelischer Theologe und ehemaliger Schriftführer der Bremischen Evangelischen Kirche
- Sabine Uhl (1945–2025), Sozialpädagogin, Politikerin (SPD) in Blumenthal, Mitglied der Bremer Bürgerschaft, Senatorin in Bremen (1990–1995)
- Christian Heinrich Wätjen (1813–1887), führte Europas größte Segelschiffreederei
- Diedrich Heinrich Wätjen (1785–1858), Reeder sowie Senator in Bremen

### Ehrenbürger
- Otto Telschow (1876–1945), 1933 Ehrenbürger der  Gemeinde Blumenthal, sie erlosch im November 1939 durch die Eingemeindung Blumenthals in Bremen.[40][41][42]